# Littérature italienne

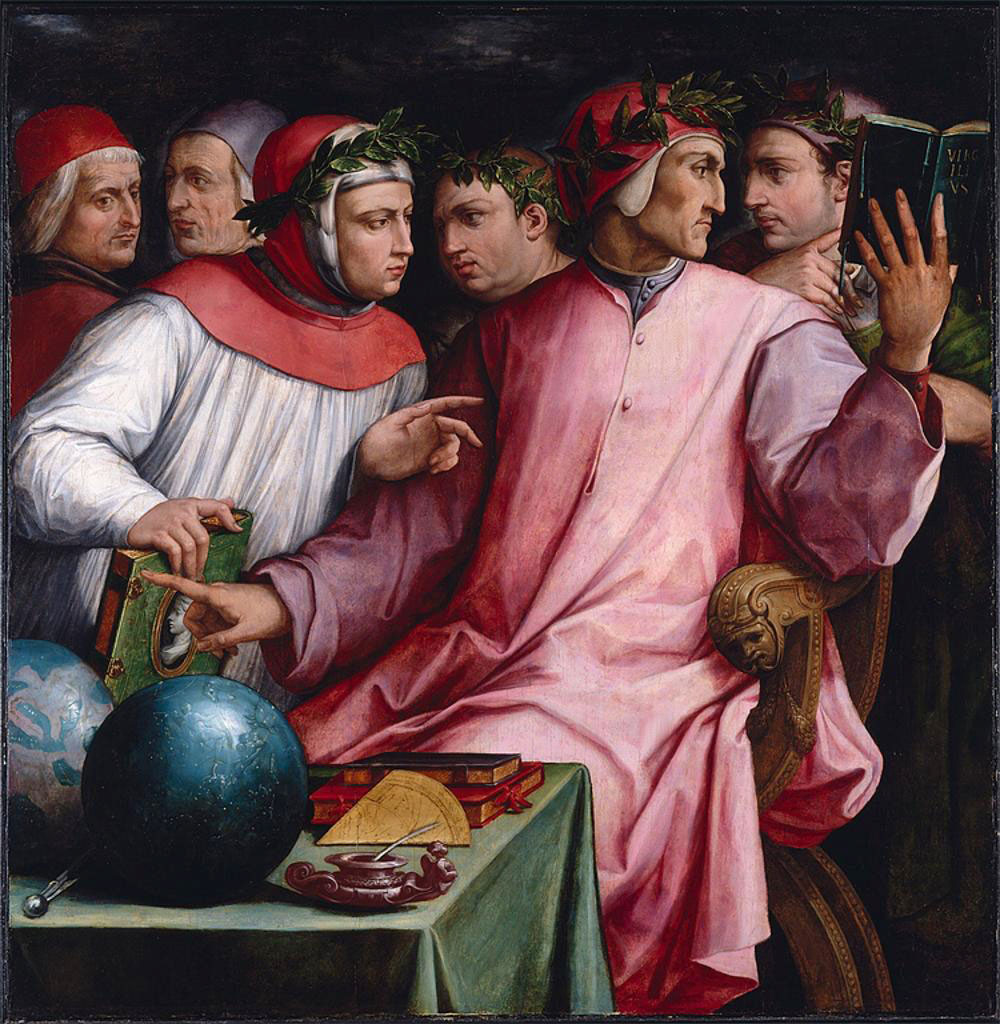
Dante, Boccace, Pétrarque, Guido Cavalcanti, Cino da Pistoia et Guittone d'Arezzo par Giorgio Vasari (1544).

La littérature italienne naît avec les œuvres poétiques écrites en diverses langues régionales de l'Italie et qui se développent aux environs du XIe siècle. Au XIIIe siècle seulement débute la tradition littéraire en langue italienne, c'est-à-dire dans le dialecte toscan, de Florence, Pise et Sienne, qui s'est imposé et enrichi, sous l'influence et les apports romans, principalement de la langue d'oc et de la langue d'oïl, même si certains considèrent le Cantique des créatures de saint François d'Assise, écrit dans le dialecte italien de l'Ombrie autour de 1220, comme le premier document littéraire italien.
Après les grands fondateurs du Trecento (XIVe siècle) : Dante, Pétrarque et Boccace, on remarque au XVIe siècle les figures de L'Arioste, de Machiavel et du Tasse. Plus tard la comédie italienne connaît son maître avec Carlo Goldoni au XVIIIe siècle, tandis que la période romantique voit apparaître le grand romancier Alessandro Manzoni et le poète Giacomo Leopardi.
Si la fin du XIXe siècle est illustrée par Carlo Collodi, le père de Pinocchio, le XXe siècle est riche de grands dramaturges comme Luigi Pirandello ou Ugo Betti, à côté de romanciers comme Gabriele D'Annunzio, Curzio Malaparte, Giuseppe Tomasi di Lampedusa, Alberto Moravia, Elsa Morante, Natalia Ginzburg, Cesare Pavese ou Dino Buzzati, et leurs cadets Primo Levi, Leonardo Sciascia, Italo Calvino, Umberto Eco ou Erri De Luca. La poésie occupe cependant, jusqu'à nos jours, une place primordiale.

## Des origines auXIIIesiècle
Pendant des siècles, le latin, langue utilisée dans toute l’Europe, domine les territoires qui formeront plus tard l’Italie. Cependant, à partir de 813, le concile de Tours, réuni à l'initiative de Charlemagne, permet l’usage des langues vulgaires plus pratiques pour prêcher aux gens peu instruits qui ne parlent pas le latin. Mais ces langues vulgaires demeurent peu écrites. Il ne reste guère de cette époque que quelques textes juridiques, des inventaires et des sermons. L’Italie de l’époque, loin d’être un pays aux frontières nettes et à la langue unique, se présente plutôt comme une mosaïque de petits États et royaumes.
Au XIIIe siècle seulement apparaissent localement les premières œuvres en langues vulgaires dans des milieux favorisant l’émulation intellectuelle :
- La cour de Sicile de Frédéric II où éclot une poésie lyrique de haut niveau en langue sicilienne,
- L’université de Bologne au nord du pays, autour de laquelle se presse une nouvelle bourgeoisie avide de connaissance et de distraction. C'est à ce public que s'adressent les nouvelles, les ouvrages historiques, moraux ou didactiques qui se diffusent alors comme ceux de Brunetto Latini.
- Les nouveaux ordres religieux comme les dominicains et les franciscains qui génèrent l'essor de la poésie religieuse qui fait triompher la lauda, en particulier en Ombrie. D'autre part, les traités de morale, les textes hagiographiques, les recueils d'exempla et les descriptions des voyages dans l'au-delà exhortent les fidèles à suivre les préceptes de l'Évangile. Deux auteurs clefs de cette époque sont François d'Assise et Jacopone da Todi.

Avant cette période, les auteurs ne s'expriment pas toujours dans la langue qui deviendra par la suite l'italien. L'influence de la langue française dans la littérature médiévale italienne commence à se faire sentir à la fin du XIIe siècle et c'est au XIIIe siècle, qu'elle atteint son apogée. Ainsi, Brunetto Latini rédige Li Livres dou Trésor en langue d'oïl avant d'en faire une version abrégée en toscan. C'est également en langue d'oïl que Martino da Canal rédige sa Cronique des Viniciens et que Marco Polo dicte le récit de ses voyages dans la prison de Gênes. Cette influence va décliner à partir du XIVe siècle lorsque des écrivains comme Dante, Pétrarque et Boccace commencent à écrire leurs œuvres en italien. Le toscan devient alors une langue littéraire concurrente du français.
De nombreuses traductions des romans en vogue à l'époque circulent dans la péninsule (comme les Romans de la table ronde, Tristan et Iseut ainsi que le Livre des Sept Sages). Cette littérature apporte de nouveaux thèmes et sujets aux auteurs italiens. Ainsi Ricordano Malispini (1220?-1290) explore le genre historique dans sa Storia fiorentina. Parallèlement, de nombreuses nouvelles sont compilées dans des recueils comme le Conti di Antichi cavalieri, le Dodici conti Morali et le Novellino dont le but et de distraire et d'instruire sans intention moralisante.
En 1268, Andrea da Grosseto traduit du latin à la langue vernaculaire italienne trois traités de morale de Albertano da Brescia, et il est le premier à demander que la langue vernaculaire utilisée soit désignée par le nom d'Italico. Il propose un langage sans mots et expressions en dialecte, compréhensible dans toute la péninsule italienne.

### Le développement du toscan
En Toscane, à partir du XIIIe siècle, les élites intellectuelles prennent conscience d'une langue nationale détachée du latin, à la fois vernaculaire et culturelle, que vont enrichir les écrivains de l'époque. Les premiers poètes italiens qui proviennent d'un haut niveau social et sont surtout des notaires et docteurs en loi, enrichissent la langue vulgaire de l'élégance des tournures latines qu'ils connaissent très bien à travers l'étude de grands poètes latins comme Ovide ou Virgile, en y associant les contenus philosophiques et rhétoriques appris dans les premières grandes universités, avant tout celle de Bologne. La création poétique, partie de la cour, se répand par la suite dans les communes toscanes et à Bologne, en restant cependant le privilège d'une riche, bien que toujours plus vaste, bourgeoisie communale.
C’est donc principalement à Florence et dans toute la Toscane que la littérature en langue vulgaire poursuit son développement. Des auteurs comme Guittone d'Arezzo ou Chiaro Davanzati traitent de politique, de morale et de sujets religieux. Influencés à la fois par la littérature sicilienne et par les troubadours provençaux, ces poètes reprennent les thèmes de l'amour courtois. Ils font l'apologie de l'amour pur qui ennoblit, voire béatifie le prétendant et célèbrent la vertu de la femme aimée, devenant ainsi les initiateurs d'un nouveau courant littéraire : le dolce stil novo. C'est principalement sous les plumes de Guido Cavalcanti, Cino da Pistoia et bien sûr Dante que va se construire ce nouveau courant qui connaitra un succès suivi durant tout le XIVe siècle. Parallèlement au dolce stil novo se développe une mode « comico-réaliste » dont les plus illustres représentants sont : Cecco Angiolieri, Rustico di Filippo et Folgóre da San Gimignano. D'autre part, des scientifiques comme Restoro d'Arezzo commencent à écrire leurs œuvres en italien.

## Le Trecento des grands fondateurs: Dante, Pétrarque et Boccace

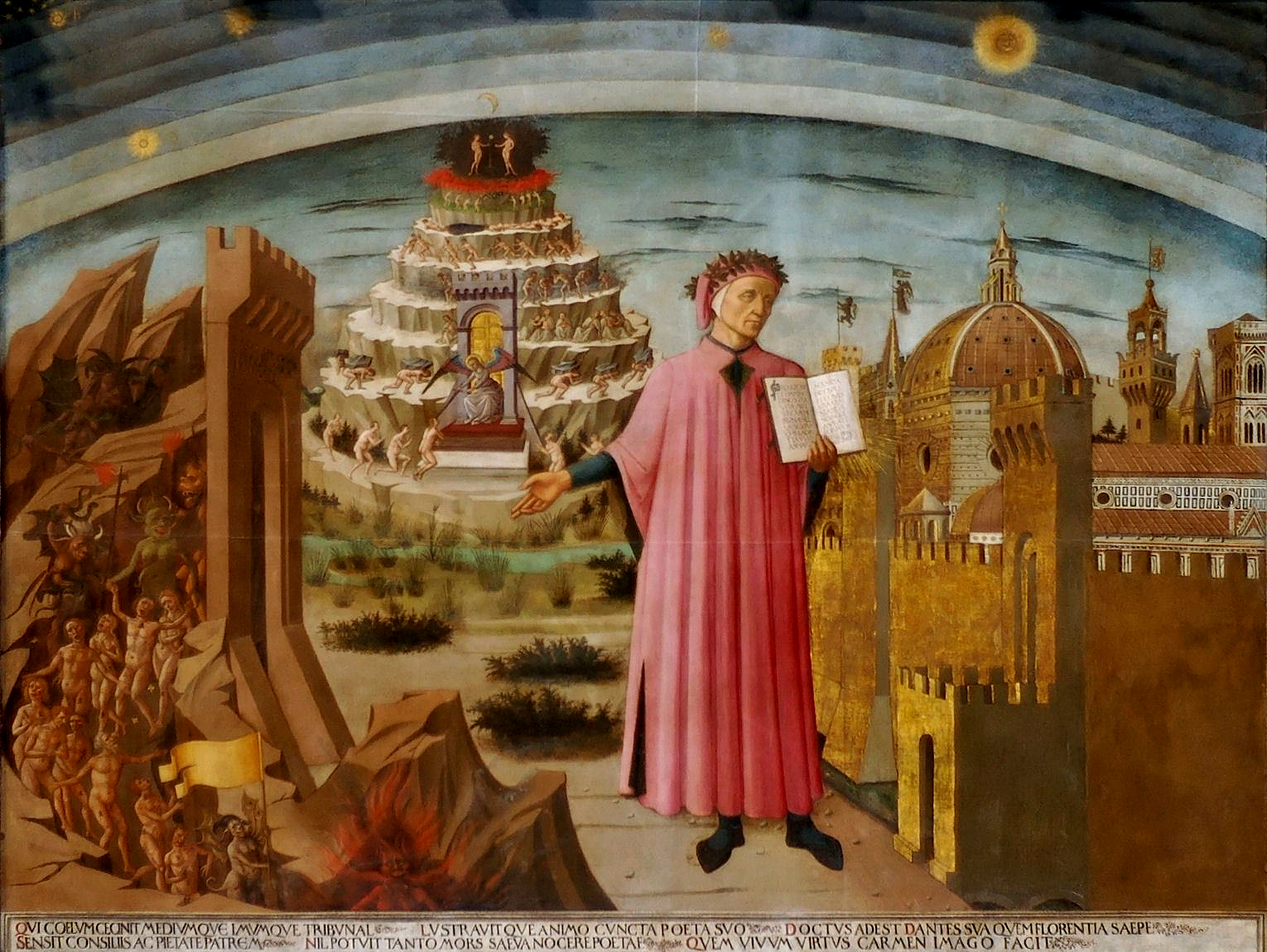
Fresque de Domenico di Michelino (1465) de la coupole de l'église Santa María del Fiore, à Florence, sur laquelle on peut voir Dante montrant son poème.

Feuillet d'un manuscrit français du De Casibus Virorum Illustrium de Boccace : l'enluminure montre Dame Fortune faisant tourner sa roue.

Au XIVe siècle(Trecento), les famines, les épidémies de peste et la guerre de Cent Ans font rage dans toute l'Europe et pèsent lourdement sur l'économie et la démographie. Les communes perdent de leurs influences au profit des seigneuries qui se développent. Dans ce contexte les tensions entre le petit peuple et la nouvelle bourgeoisie s'exacerbent et des révoltes se produisent. D'autre part, les querelles entre l'empire et la papauté s'aggravent. Le pape qui voit son autorité spirituelle s'affaiblir tente de renforcer sa puissance politique, l'empereur lui doit abandonner son ambition de règne sur la péninsule pour se contenter d'un État allemand.
Trois immenses figures dominent ce siècle : Dante, Pétrarque et Boccace. Ces trois maîtres vont créer des mythes et des modèles qui influenceront de façon durable, non seulement la littérature italienne, mais aussi la littérature mondiale.
Dante Alighieri (1265-1321) est généralement considéré comme l'auteur le plus important de la littérature italienne. Dans son ouvrage « De l’éloquence en langue vulgaire » ("De vulgari eloquentia" 1304-1305), il part en quête de la langue italienne, ce « vulgaire italien qui appartient à chaque ville italienne et ne semble en même temps appartenir à aucune en particulier ». Vers 1304, il écrit « le Banquet » (Il convivio), première œuvre philosophique en langue vulgaire. Dans la Divine Comédie (1307-1321), (Comedìa renommée Divina Commedia par Boccace), Poema sacro ou épopée chrétienne, Dante traite de l’histoire de la liberté de l’homme et de l’accomplissement de la justice divine. Le livre présenté comme une longue poésie rédigée à la première personne, connaîtra un succès suivi pendant tout le Moyen Âge. Il constitue un véritable voyage initiatique qui commence en enfer et se termine au paradis. C'est la circulation et les imitations des œuvres de Dante qui donneront au toscan ses lettres de noblesse, et accéléreront sa diffusion dans toute la péninsule au détriment des autres dialectes.
Pétrarque (1304-1374) préconise le retour à la tradition antique et au prestigieux latin. Son œuvre influencera en profondeur la Renaissance italienne. Il peut être, à juste titre, défini comme le « premier humaniste » Le goût de Pétrarque pour le latin va ralentir, pour un temps, la diffusion du toscan. Cependant, il cultive un italien raffiné et riche dans son Canzoniere (Rerum Vulgarium Fragmenta, cod. Lat. 3195, 1374, version définitive) qui deviendra un véritable modèle de la poésie lyrique en Italie et dans toute l'Europe (cf. la Pléiade en France).
Boccace (1313-1375) écrit tantôt en toscan tantôt en latin. Dans son Décaméron (1348-1353) il fait l’éloge du mode de vie de la bourgeoisie commerçante. Dans ce même ouvrage, il fait preuve d’innovation en utilisant pour la première fois la narration en prose qui traduit l’influence des contes populaires. Ce nouveau type de narration issu de l’oral se répandra par la suite dans toute l’Europe. D’autre part, il contribue à la propagation du toscan de Dante et de Pétrarque dans ses Nouvelles, mais il reste fidèle au latin dans ses œuvres plus ambitieuses comme sa Genealogia deorum gentilium.
L'influence de ceux que l'on appellera les « Trois Couronnes » est telle, que la plupart des auteurs ou des poètes qui les suivent, ne sont le plus souvent que leur imitateurs. Parmi les autres poètes du XIVe siècle, on trouve donc :
- Les imitateurs de Dante qui se rattachent au courant stil noviste comme Fazio degli Uberti, Francesco da Barberino et Giovanni Quirini.
- Les imitateurs de Pétrarque comme Francesco di Vannozzo ou Bindo di Cione del Frate.
- Les prosateurs fidèles à Boccace qui perpétuent la tradition de la Nouvelle comme Giovanni Sercambi et Franco Sacchetti.

À Florence, Antonio Pucci s'inscrit dans la lignée de la poésie populaire, satirique et comique. Dans un autre registre, la poésie didactique fait toujours des émules, notamment Cecco d'Ascoli qui rédige son Acerba et Francesco da Barberino qui compose plusieurs traités comme Reggimento e costume di donna et ses Documenti d'amore. Du côté de la prose, en dehors des imitateurs de Boccace, on retrouve de nombreux chroniqueurs florentins, notamment parmi la famille Villani: Giovanni Villani, son frère Matteo Villani et le fils de ce dernier Filippo Villani qui rédigera des biographies de florentins célèbres, mais aussi d'autres chroniqueurs majeurs comme Marchionne di Coppo di Stefano de' Buonaiuti et Dino Compagni.
Au XIVe siècle, la littérature religieuse est encore florissante. Plusieurs auteurs composent des poèmes à la manière de Jacopone da Todi : son plus grand imitateur est Bianco da Siena, poète mystique très prolifique. D'autres écrivent des récits hagiographiques ou des commentaires de textes sacrés. Dans ce domaine, l'œuvre de Catherine de Sienne est particulièrement marquante.

## Quattrocento: Renaissance, Humanisme
À partir du XVe siècle (Quattrocento), se répandent dans toute l'Europe de profondes mutations culturelles venues d'Italie, que l'on désignera sous le nom de « Renaissance ». La péninsule qui a connu un rapide développement économique au siècle précédent, va devenir le centre d'irradiation d'une nouvelle culture qui par la suite conduira à une nouvelle vision du monde que l'on qualifiera d'« Humanisme » à la fin de ce siècle. Ce nouveau courant de pensée prône une conception laïque de la vie qui est issue d'une reconsidération de l'importance de l'Homme et de sa place dans l'Univers. Les anciennes conceptions héritées du Moyen Âge, qui faisaient la part belle à la relation Homme-Dieu, s'en trouvent bouleversées. La préoccupation de l'Au-delà laisse la place à un recentrage sur l'Homme et à une revalorisation des civilisations de la Grèce et de la Rome antiques. En effet, à travers le témoignage des œuvres d'art, l'Antiquité apparaît comme le moment idéal où l'Homme avait atteint une harmonie parfaite. Grâce à son influence commerciale, la ville de Florence devient, à la fin du XIVe siècle, le cœur de ce mouvement. On y redécouvre les poètes grecs et latins comme Virgile, Horace, Homère, ainsi que les philosophes antiques comme Platon et Aristote dont les idées humanistes recentreront la réflexion de la société sur l’homme plutôt que sur Dieu comme le préconise le christianisme traditionnel. La pensée Humaniste est indissociable de l'évolution politique de la péninsule. Le pouvoir absolu des princes, à la tête des nouvelles Seigneuries, est « éclairé » par des érudits humanistes qui tentent d'orienter leur action vers les modèles de l'Antiquité.
Ainsi, la majeure partie de l'activité littéraire du XVe siècle consiste à compiler et à traduire des textes grecs et latins des auteurs de l'Antiquité. Contrairement à ce que l'on pourrait croire, cette passion culturelle pour l'Antiquité a considérablement ralenti l'expansion de la langue italienne. En effet, les auteurs et les intellectuels de l'époque s'efforcent d'imiter non seulement les modèles classiques mais aussi la langue classique, c'est-à-dire le latin, espérant ainsi retrouver la pureté de la pensée antique. C'est ainsi que, jusqu'aux environs de 1470, le latin conserve une position hégémonique dans la littérature, et semble redevenir la seule langue de communication intellectuelle. À l'exception de la Toscane, où demeure encore l'héritage des « trois couronnes », partout ailleurs dans la péninsule, les langues vulgaires reculent. Il faudra attendre la deuxième moitié du siècle pour que l'italien reviennent à travers ce qu'on appelle « l'humanisme vulgaire ». Peu à peu le processus d'assimilation de la culture classique s'atténue. L'illusion de pouvoir faire revivre le latin s'efface au profit d'une revalorisation de l'italien. Plusieurs auteurs s'attachent à montrer que les langues vulgaires sont, tout autant que le latin, capables d'exprimer des idées hautes et nobles. Cependant le latin fera ressentir encore longtemps son influence. C'est pourquoi les représentants de l'humanisme vulgaire et les poètes s'efforceront de façonner l'italien sur le modèle du latin, donnant ainsi naissance au classicisme italien qui influencera toute la littérature jusqu'au XIXe siècle.

### Les humanistes latinistes
À Florence, sous le mécénat et la protection des Médicis, les auteurs latins prospèrent. Citons Coluccio Salutati qui traduit les lettres Ad familiares de Cicéron, le philosophe Marsile Ficin qui tente de concilier la pensée antique de Platon avec le christianisme dans son Theologia Platonica et Pic de la Mirandole (1463-1494) qui rédige son traité De hominis dignitate. À Rome, des humanistes tels que Lorenzo Valla ou Pomponio Leto vont pouvoir composer librement sous la protection des papes. À Naples, c'est sous l'impulsion des rois d'Aragon qu'est créée l'Accademia pontaniana, d'après le nom de l'humaniste napolitain Giovanni Pontano. Tous ces auteurs s'expriment principalement en latin, cependant la majeure partie de leurs écrits seront par la suite traduits en italien.

### Le retour des langues vulgaires
La situation change progressivement à partir de 1430. Leon Battista Alberti (1404-1472) va défendre l'idée que les langues vulgaires permettent, tout autant que le latin, de réfléchir sur la nature de l'homme et d'imiter le style des Anciens. Il va ainsi devenir l'initiateur d'un nouvel humanisme en italien, qui sera qualifié d'humanisme vulgaire. C'est ainsi que Matteo Palmieri s'interrogera en toscan sur l'engagement de l'homme dans la vie de la cité, dans son traité Della vita civile. Dans la deuxième moitié du siècle, Nicolas Machiavel représentera le volet politique et militaire de ce nouvel humanisme comme il le montrera à travers son traité : le Prince, tandis que Francesco Guicciardini donnera lui sa vision d'historien.
À Florence, où depuis Boccace le prestige du toscan est resté grand, la nouvelle sous toutes ses formes continue à recevoir les faveurs du public. À Naples, tandis que  Masuccio Salernitano écrit dans une langue à forte coloration méridionale ses nouvelles, s'inspirant de Boccace, Jacopo Sannazaro (v. 1455-1530) adopte le modèle linguistique pétrarchique pour composer son Arcadie, qui renouvelle le genre de l'idylle pastorale et connaît un grand succès. La fin du siècle verra la fin de la suprématie du latin et ouvrira la voie à l'érudition en langues vulgaires.
Le XVe siècle est aussi celui de l'apparition des écrits d'artistes. Avec l'avènement de la Renaissance, ceux-ci ont en effet pris une toute nouvelle place dans la société. À Florence, Lorenzo Ghiberti (1378-1455) rédige ses commentari dans lesquels il mêle l'histoire de l'art au genre autobiographique. Le génial Léonard de Vinci (1452-1519) laisse également une œuvre fragmentaire mais riche, à travers plus de cinq mille feuillets qui composent ses carnets. Il y fait part de ses expérimentations scientifiques et de ses réflexions philosophiques, mais on y trouve également des ébauches de textes littéraires.
Avec l'avènement de l'humanisme, la vie religieuse connait une forte crise au XVe siècle. Face à une société qui délaisse les valeurs chrétiennes, les voix inquiètes des prédicateurs s'élèvent. Ils composent des traités et des prêches enflammées, qui appellent le peuple à la repentance et au retour aux préceptes des évangiles. Parmi eux citons le franciscain Bernardin de Sienne (1380-1444), le dominicain Giovanni Dominici (1356?-1419) et le dominicain Jérôme Savonarole (1452-1498) qui s'attirera les foudres de l'Église en raison de ses idées réformatrices.

### La poésie auXVesiècle

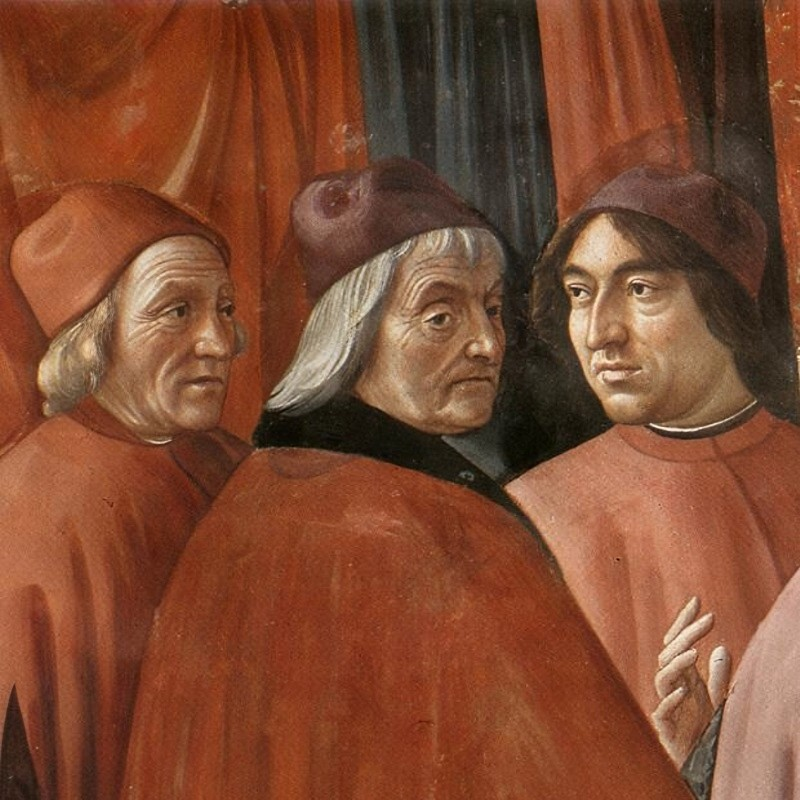
Cristoforo Landino (au centre) et Ange Politien (à droite), détail d'une scène peinte par Domenico Ghirlandaio, dans la Chapelle Tornabuoni de la basilique Santa Maria Novella.

Dans la première moitié du XVe siècle, alors que toute l'Italie intellectuelle se tournait vers l'humanisme, et qu'à la suite de Poggio Bracciolini (1380-1459) elle se ruait dans les bibliothèques à la recherche des manuscrits classiques, l'étude de l'Antiquité allait donner un nouvel élan à la littérature classique et à l'enseignement dans les universités. La poésie, par contre, encore très fortement influencée par le pétrarquisme, était entre les mains d'une multitude de versificateurs, pour la plupart médiocres et conventionnels, qui faisaient commerce de leurs vers. Depuis la mort de Boccace (1375) jusqu'aux Stances de Politien (1475), peu d'œuvres majeures sont composées. Parallèlement à cette stagnation de la poésie « sérieuse », on assistait au développement d'une « poésie populaire » (càntari, serventesi, frottole, strambotti, etc.) dont les rimes résonnaient dans les rues de toute la Toscane à partir de la fin du Trecento.
On assista alors à un mouvement d'intégration progressif de cette poésie populaire dans la littérature enseignée dans les universités, que Natalino Sapegno a décrite dans son anthologie des poètes du Trecento. La poésie populaire apportait des idées nouvelles, des images, une coloration linguistique et un rythme qui renouvelèrent une poésie italienne qui avait tendance à se scléroser, après la disparition des grands fondateurs. Les premières tentatives de cette intégration, de celle « littératurisation », des vers populaires sont à rechercher dans les poésies de Franco Sacchetti (v. 1335–v. 1400). Mais le véritable chef de file de ce mouvement fut incontestablement Domenico di Giovanni (1404-1449), dont l'échoppe de barbier de la Via Calimala à Florence devint un lieu de réunion pour les intellectuels et les littérateurs de la capitale toscane pendant les années 1420 et 1430.
En raison du retour au latin, la première partie du XVe siècle est relativement pauvre en compositions poétiques en langues vulgaires. Cependant, il se produit un important processus d'échange entre le latin et l'italien. En écrivant d'abord dans un latin mâtiné de tournures populaires, puis dans un italien raffiné par l'héritage classique, les auteurs humanistes vont peu à peu donner ses lettres de noblesse à l'italien écrit. Cette évolution doit beaucoup à l'influence de Laurent le Magnifique. C'est à son instigation qu'est rédigée la Racolta aragonese, une anthologie de poésies composées en toscan et dédiée à Frédéric Ier de Naples. Le recueil, auquel contribuent Cristoforo Landino (1424-1498) et Ange Politien (1454-1494) va participer au renforcement du prestige du toscan sur les autres langues vulgaires de la péninsule.
À la fin du siècle on voit s'affirmer le renouveau de la poésie chevaleresque, d'abord à Florence avec Luigi Pulci puis à Ferrare avec Matteo Maria Boiardo. La Renaissance italienne va transformer le genre épique venu des chansons de geste du Moyen Âge pour façonner un nouveau type de poésie chevaleresque. Bien que les thèmes demeurent sensiblement les mêmes : les batailles entre Chrétiens et Sarrasins, la psychologie des personnages a profondément changé. Chaque personnage se retrouve doté d'une personnalité complexe qui s'éloigne des modèles manichéens de la chanson de geste. Au lieu des chevaliers aux vertus guerrières et religieuses hors du commun, on se retrouve en présence d'hommes comme les autres, avec leurs qualités et leurs faiblesses. Bien que la guerre reste un thème fondamental, on observe un glissement des valeurs : on est passé de chevaliers héroïques occupés à leurs exploits à des chevaliers chantres de l'amour. La poésie chevaleresque est en effet devenue un divertissement élégant et raffiné : les poètes ne s'adressent plus au public des cours et des places mais aux princes et à leurs courtisans uniquement.

### Le théâtre auXVesiècle
Dans la première moitié du siècle la plupart des pièces sont composées en latin et sur le modèle des auteurs antiques. Les seules pièces en langue vernaculaire sont des pièces d'argument religieux : les sacre rappresentazioni (représentations sacrées) destinées à un public populaire. Ces pièces, très proches des mystères (un genre très en vogue à l'époque dans toute l'Europe) sont écrites en huitains et donnent à voir l'action d'une façon linéaire sous forme de tableaux successifs précédés d'une annonce et suivis d'un congé prononcé par un ange. Parmi les plus célèbres d'entre elles on trouve la Rappresentazione di Abramo e Isacco composée vers 1440 par Feo Belcari.
C'est avec la Fabula di Orfeo composée en 1480 par Ange Politien qu'apparaît pour la première fois un véritable théâtre en langue vulgaire et d'argument profane. L'œuvre, qui reprend le mythe d'Orphée, ouvrira une nouvelle voie pour le théâtre italien. La Commedia dell'arte fait son apparition en 1528 : il s'agit d'un genre populaire italien de théâtre.

## Le Cinquecento: l'épanouissement des Arts au milieu de l'instabilité politique
L'Italie du XVIe siècle (Cinquecento) doit faire face à une triple crise : politique, économique et religieuse. La France et l'Espagne luttent pour prendre le contrôle de la péninsule et c'est finalement l'Espagne qui l'emporte après plusieurs décennies d'affrontement. Les traités du Cateau-Cambrésis signés en 1559 officialisent l'hégémonie espagnole sur tout le sud du pays et lui assurent le contrôle du nord par l'intermédiaire de la papauté. Dans les quelques États du Nord qui parviennent à maintenir une relative indépendance se développent des régimes aristocratiques fondés sur le pouvoir de princes autour desquels gravitent leurs cours.

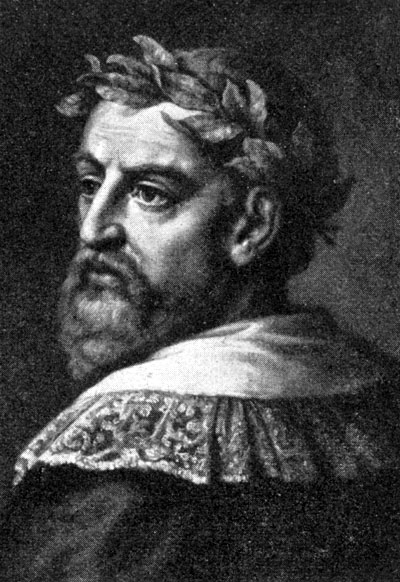
Portrait de L'Arioste.

D'autre part, la conjoncture économique prend progressivement un tour défavorable. La découverte de l'Amérique et la circumnavigation de l'Afrique, auxquels l'Italie n'a pas participé, ouvrent de nouvelles routes commerciales desquelles elle est exclue.
Enfin, la société italienne subit de plein fouet la Réforme protestante dont les idées se répandent dans toute l'Europe. En réaction à celle-ci, le pape Paul III ouvre en 1545 le concile de Trente qui durera dix-huit ans et conduira à la mise en place de la Contre-Réforme.
Malgré ces crises l'Italie continue de rayonner sur le plan culturel. Elle nourrit la scène artistique et culturelle européenne et le mode de vie des cours italiennes se cristallise en un idéal très prisé. L'évolution de l'imprimerie favorise la diffusion des textes et élargit le public à de nouvelles classes sociales. Le raffinement recherché dans les cours des princes contribue au développement de la littérature courtisane et chevaleresque dont L'Arioste est un des plus illustres représentants. On peut diviser ce siècle en deux grandes périodes.
La première, qui couvre la première moitié du siècle correspond à l'apogée de l'idéal classique de l'humanisme et est représentée par des œuvres comme l'Orlando furioso de L'Arioste, le Prince de Machiavel, les Prose della volgar lingua et les Gli Asolani de Pietro Bembo et le Livre du courtisan de Baldassare Castiglione. Par ailleurs, les auteurs antiques continuent d'influencer durablement la littérature et servent souvent de mesure pour comparer et commenter les œuvres contemporaines. C'est entre autres le cas pour Aristote dont la Poétique est redécouverte dans les années 1540.
La deuxième moitié du siècle voit l'épuisement progressif des idées de la Renaissance et annonce déjà le Baroque qui prendra forme au siècle suivant. D'autre part, la littérature se développe dans le cadre de la censure imposée pour les besoins de la Contre-Réforme. Les œuvres sont soumises à l'imprimatur et en 1559 un Index des livres interdits est institué par l'Église. Cette nouvelle littérature caractérisée par le maniérisme traduit le sentiment d'inquiétude né de la fin des certitudes de la Renaissance.

### L'épineuse question de la langue

Le cardinal Bembo peint par Le Titien.

Le développement de l'imprimerie, en facilitant la diffusion des œuvres révèle la diversité des langages employés par les auteurs italiens. Alors que le latin est désormais cantonné à l'érudition intellectuelle et aux textes religieux, la controverse tourne maintenant autour du choix de la langue vulgaire à adopter pour la littérature. De nombreux traités sont publiés à cette occasion. On peut les répartir selon trois tendances générales :
- La tendance bembistica du nom de Pietro Bembo qui défend une langue pure distincte de la langue parlée et modelée sur les exemples de Boccace et de Pétrarque[3].
- La tendance courtisane défendue par Vincenzo Calmeta et Gian Giorgio Trissino soutient la langue parlée dans les cours, celle de Rome en particulier, car elle est issue du brassage des langues des courtisans de toute la péninsule[3].
- La tendance toscane défendue par Claudio Tolomei et Nicolas Machiavel qui revendique la supériorité du toscan courant[3].

C'est finalement l'avis de Bembo exposé dans les Prose della volgar lingua qui finit par l'emporter,.

### La prose duXVIesiècle

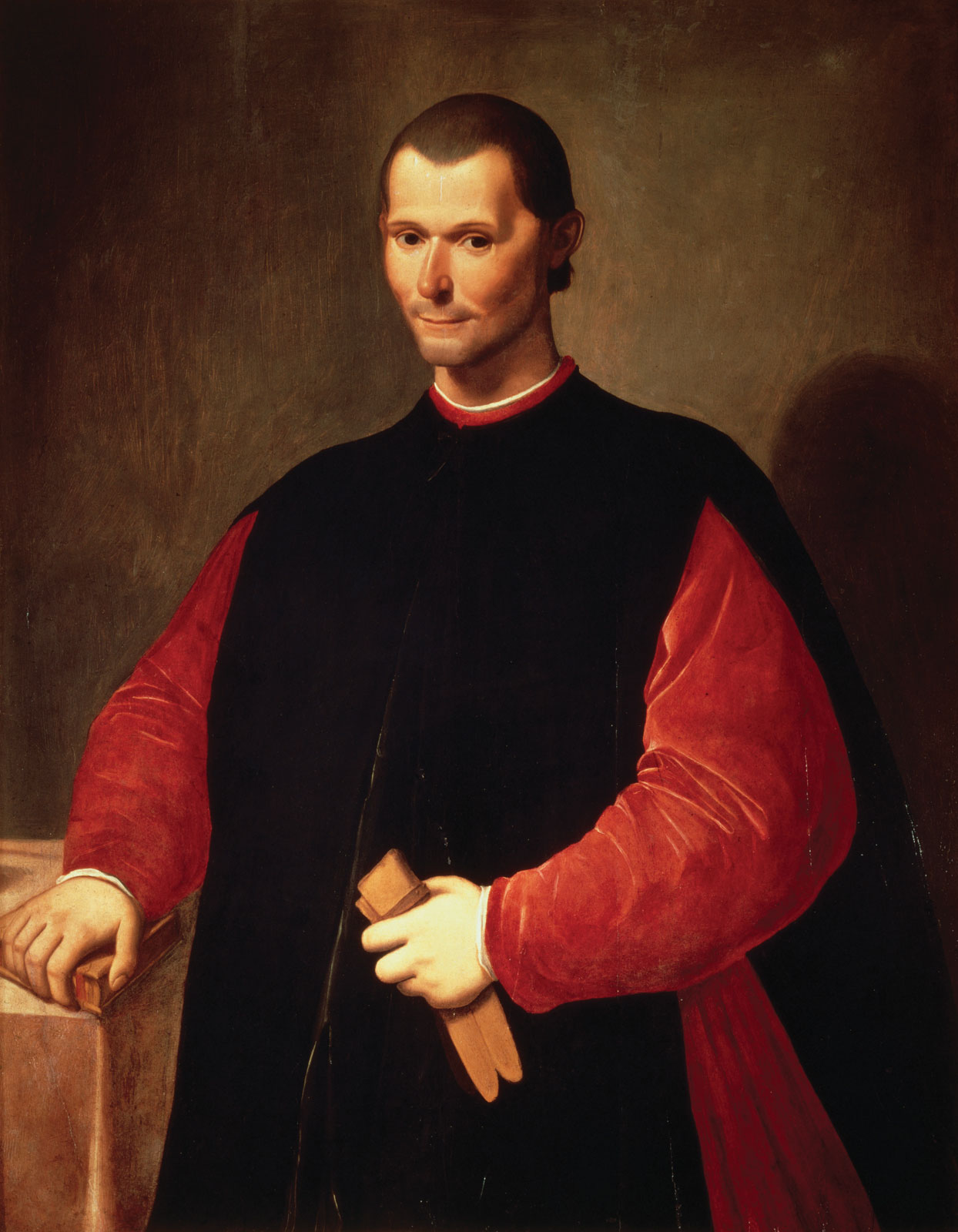
Portrait de Machiavel.

Par la suite, à Venise, Florence, Sienne et Rome s’illustreront des auteurs comme l'Arioste (1474-1533), Bernardo Dovizi dit Bibiena et Machiavel (1469-1527) qui écrira également pour le théâtre Mandragore et l’Archidiable Belphégor.
L’Arétin, à Venise, use du nouveau moyen de l’imprimerie pour diffuser ses nouvelles. Ses Ragionamenti et sa Correspondance sont de précieux témoignages de la société et des mœurs de l’époque.
Le dynamisme culturel et artistique conduit Giorgio Vasari (1511-1574) à publier en 1550 son manuel critique les Vies des meilleurs peintres, sculpteurs et architectes italiens. D’autre part, le théâtre italien populaire rend célèbre les personnages de la commedia dell’arte dans toute l’Europe.
À partir du milieu du XVIe siècle, la tâche des artistes devient d’exalter la vivacité du catholicisme contre l’austérité du protestantisme. Avec l’ouverture du concile de Trente (1545-1563), l’Italie devient le foyer de la Contre-Réforme. L’Inquisition romaine poursuit et persécute les suspects d’hérésie, entraînant l’émigration de l’élite cultivée acquise aux thèses d’Érasme et à la Réforme. L’imprimerie est mise sous la tutelle du Saint-Office et la première liste de livres mis à l’Index paraît en 1557.
Le Tasse (1544-1595) influencé par les classiques (Homère, Virgile…) et par les moderne (Dante et Pétrarque) décrit l’épopée de la première croisade dans son ouvrage Jérusalem délivrée publié en 1580. En 1593, il propose une autre version la Jérusalem conquise beaucoup plus sobre dans le style de la poésie baroque.
Le dominicain Giordano Bruno quant à lui s’affirme ouvertement panthéiste et partisan de la théorie de Copernic. Sa comédie Le Chandelier (1582) est une violente satire de l’obscurantisme. Condamné à l’errance et à la persécution, il est finalement brûlé vif à Rome.
Galilée inaugure le genre de la littérature scientifique par une prose précise et rationnelle dans ses ouvrages scientifiques : l’Essayeur (1623) et Dialogue sur les deux grands systèmes du monde (1632). Il est cependant contraint à l'abjuration publique de ses thèses sur l'héliocentrisme.

### Le Baroque italien duXVIIesiècle

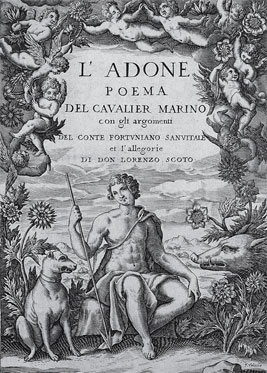
Une des premières édition de l'Adone.

Le baroque domine tout le XVIIe siècle italien. Le développement de la langue est arrêté par un conservatisme linguistique qui a comme texte de référence le Dictionnaire de l’Académie de la Crusca (fondée en 1582, de fait la plus ancienne académie linguistique au monde). Dès lors, l'Accademia devient la référence en matière de langage littéraire national. Le Dictionnaire indique comme exemples parfaits d’italien écrit le dialecte toscan du XIVe siècle : en particulier, Dante et Pétrarque pour le poème et Boccace pour la prose. Ce purisme archaïsant contribue à unifier la langue littéraire italienne mais est aussi responsable de son immobilisation lexicale, résolue seulement deux siècles plus tard, avec le roman de Manzoni.
L’art d’étonner le lecteur avec un style excessif en détails a son maitre en Giambattista Marino qui compose, près de la cour française de Marie de Medici, L’Adone (Adonis, 1623), le poème le plus long de la littérature italienne (40984 vers). Le poète français Jean de la Fontaine va aussi s’inspirer de Marino pour son poème de jeunesse Adonis. Le nom « marinisme » et l’adjectif relié « mariniste » ont été utilisés par une grande partie de la critique pour classifier la poésie italienne baroque, avec des connotations principalement négatives. L'art de Marino a beaucoup influencé l'écriture de ses successeurs baroques, comme Girolamo Preti ou Claudio Achillini, mais a aussi empêché une évolution concrète,.
En poésie, l'exception, ce sont les pétrarquistes comme Gabriello Chiabrera. Tout le reste de la poésie italienne baroque peut être ainsi qualifiée de mariniste. Au-delà des différences et de leurs conditions très variées, il est possible de réunir ces poètes « marinistes », pour leurs styles plutôt identiques. Les thèmes préférés sont le bizarre dans ses manifestations les plus quotidiennes, l'actualité (machines, architectures et catastrophes naturelles) et les infinies variations sur le thème de la beauté paradoxale (« la belle édentée », « la belle boiteuse » et autres « belles pouilleuses »).
Les dialectes des différentes villes de la péninsule italienne sont rarement utilisés dans la production écrite. Un exemple d'utilisation des dialectes littéraires est le célèbre recueil de fables napolitaines Il Cunto de li cunti (Le conte des contes), ou Pentamerone, de Giambattista Basile (1666c-1632). Un de ces contes, La gatta Cenerentola (Chatte Cendrillon), sera l’inspiration pour la Cendrillon de Charles Perrault.
En prose d'idées, le dominicain Tommaso Campanella constitue l'exception d'un esprit libre inclassable : La Cité du Soleil (1602).

## Siècle des Lumières

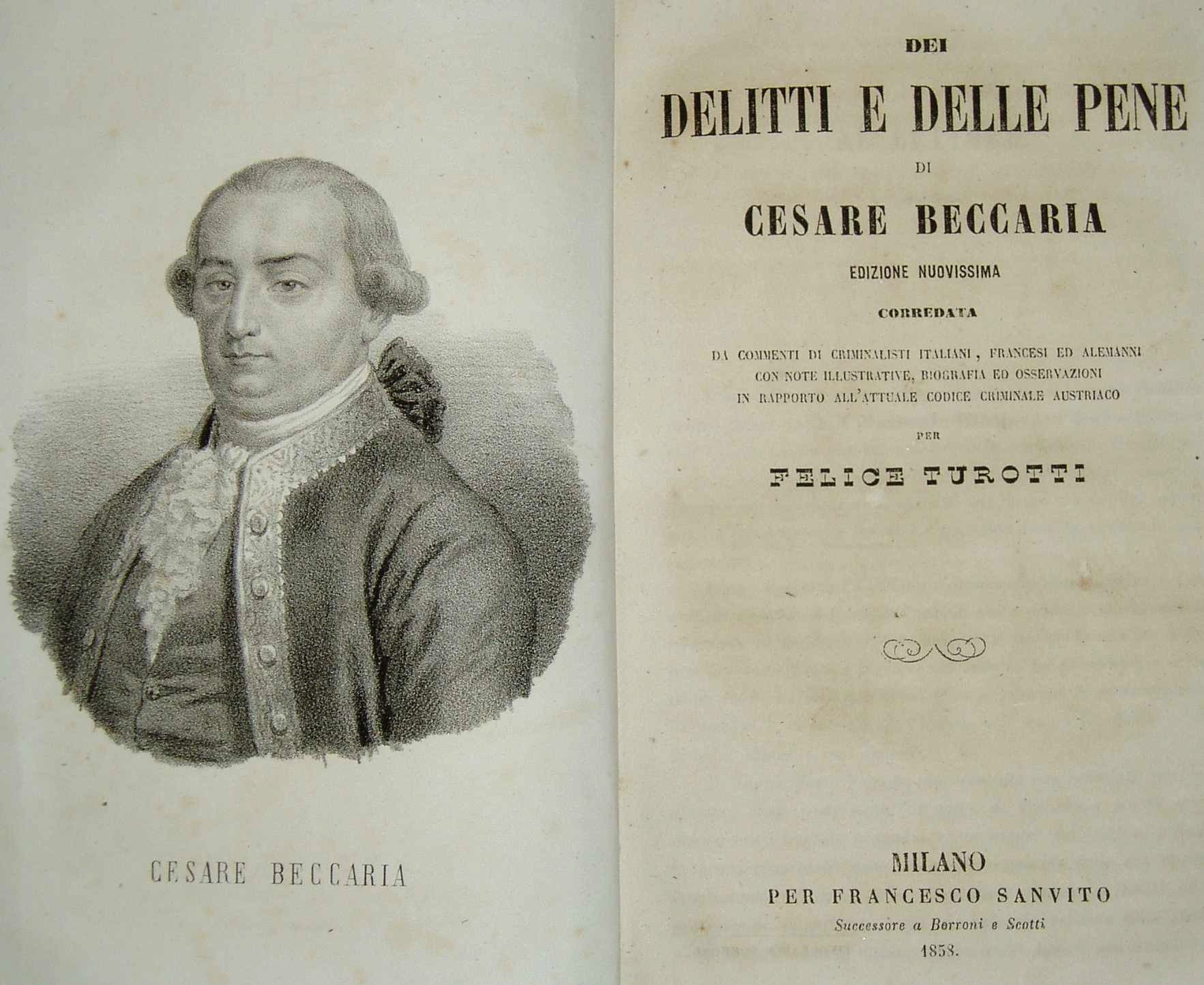
Un portrait de Beccaria dans une édition de Des délits et des peines.

Le XVIIIe siècle peut être divisé en deux périodes distinctes. La première (1690-1748) est encore dominée par la rhétorique du siècle précédent, même si l’Académie d’Arcadie éprouve, avec une réussite seulement partiale, à abandonner l’exagération du style baroque. La deuxième (1748-1789) est signée par le changement politique, déterminé après le traité d’Aix-la-Chapelle, qui comporte le passage des territoires de l’Italie du nord de l’Espagne à l’Autriche. Le nouveau pays dominateur, plus ouvert culturellement, diffuse aussi en Italie la pensée illuministe, née en Europe centrale.
L’Académie d’Arcadie, fondée à Rome en 1690 par une équipe d’auteurs dans l'entourage de Christine de Suède, se sépare en de nombreuses « colonies » à travers toute la péninsule italienne. Le but principal de l’Académie était de créer un nouveau style pastoral et archaïsant, avec beaucoup de compositions qu'illustrent scène de vie quotidienne des faunes et des créatures mythologiques situées en lieux utopiques et heureux. L’artiste le plus intéressant de ce mouvement est Pietro Metastasio, célébré à la cour autrichienne pour ses mélodrames comme Didone abbandonata ou L’Olimpiade. Le rôle de l’Arcadie a été très-important pour la culture italienne parce qu’à travers ses cercles où se réunissaient librement les auteurs les plus connus en Italie (Parini, Vico, Alfieri) et en Europe (Goethe), elle a contribué au renouvellement de la littérature du siècle et au développement de l'illuminisme.

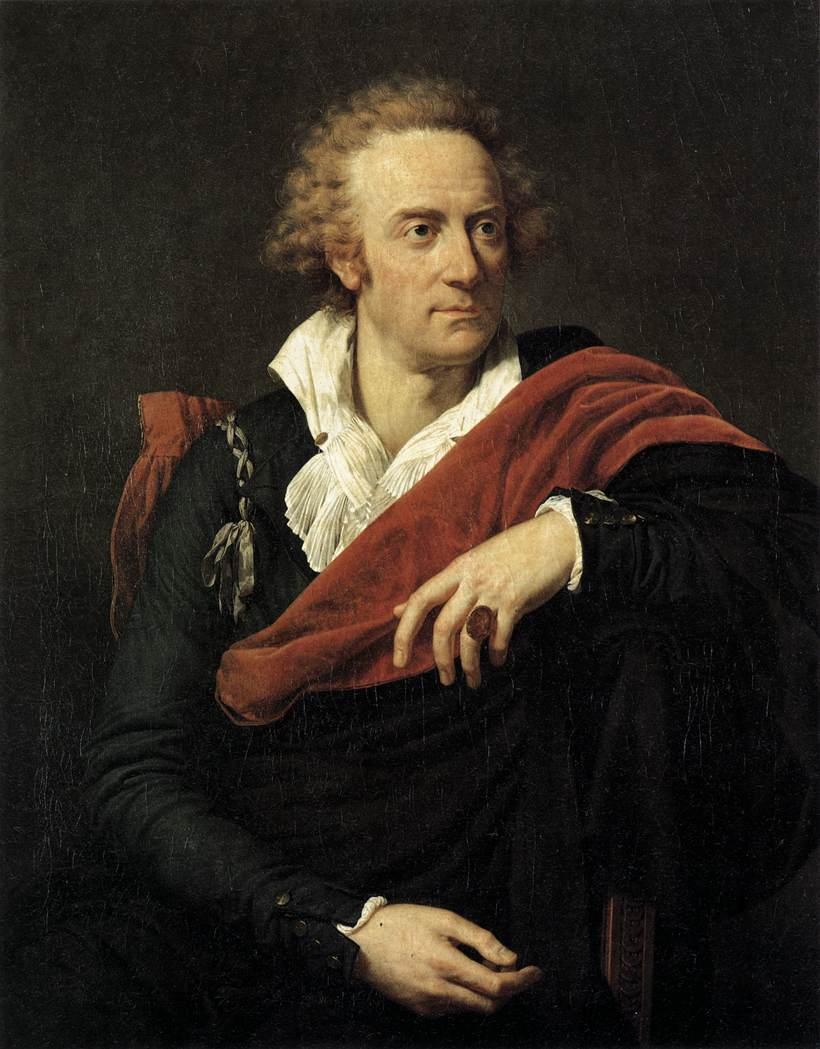
Un portrait de Vittorio Alfieri par François-Xavier Fabre.

Les deux centres majeurs de l’Illuminisme italien sont Milan et Naples. À Milan l'économiste Pietro Verri fonde Il Caffè (1764-1766) le plus célèbre périodique de l’époque, et le juriste Cesare Beccaria écrit le pamphlet Des délits et des peines, le premier texte au monde à considérer comme inutile et incivile la peine de mort. À Naples se distinguent Francesco Mario Pagano (Del civile corso delle nazioni), et Giambattista Vico, auteur de nombreux essais sur la philosophie et la critique historique. Le genre autobiographique est également représenté à la fin du siècle, avec les Mémoires de Giacomo Casanova.
Le poète lombard Giuseppe Parini est le premier à abandonner définitivement le formalisme académique pour élaborer la nouvelle conscience civile et morale de l’Illuminisme, que l’écrivain a connu dans le cercle milanais de Verri, près de l’Accademia dei Trasformati. Parini s’intéresse aux grands thèmes d’actualité qui seront discutés encore aujourd’hui. Un exemple est l’ode pour la salubrité de l’air ou pour le vaccin contre la variole. Les deux chefs-d’œuvre de Parini, Les Odes (1758-1795) et le poème Le Jour (il Giorno) (1763-1780), une satire sur la noblesse, sont les premières œuvres italiennes à réfléchir le nouveau courant illuministe. Autres auteurs illuministes sont : Francesco Algarotti, Sallustio Bandini, Giuseppe Baretti, Melchiorre Cesarotti, Carlo Denina, Gaetano Filangieri, Antonio Genovesi, Pietro Giannone, Gaspare Gozzi, Alessandro Verri.
Mais c’est le théâtre le genre qui obtient le plus de succès, avec les œuvres de Carlo Goldoni pour la comédie et de Vittorio Alfieri pour la tragédie. Goldoni travaille à Venise et à Paris, en écrivant des comédies très célèbres comme La locandiera ou La trilogia della villeggiatura. Alfieri continue la tradition de la grande tragédie classique, avec une inclination archaïsante. Toutefois, il présente une nouvelle figure de l’artiste, pas plus courtisan mais auteur indépendant économiquement et littérairement. La majorité de ses plus grandes tragédies sont des réélaborations des œuvres d’Eschyle, Euripide ou Sophocle.

## XIXesiècle

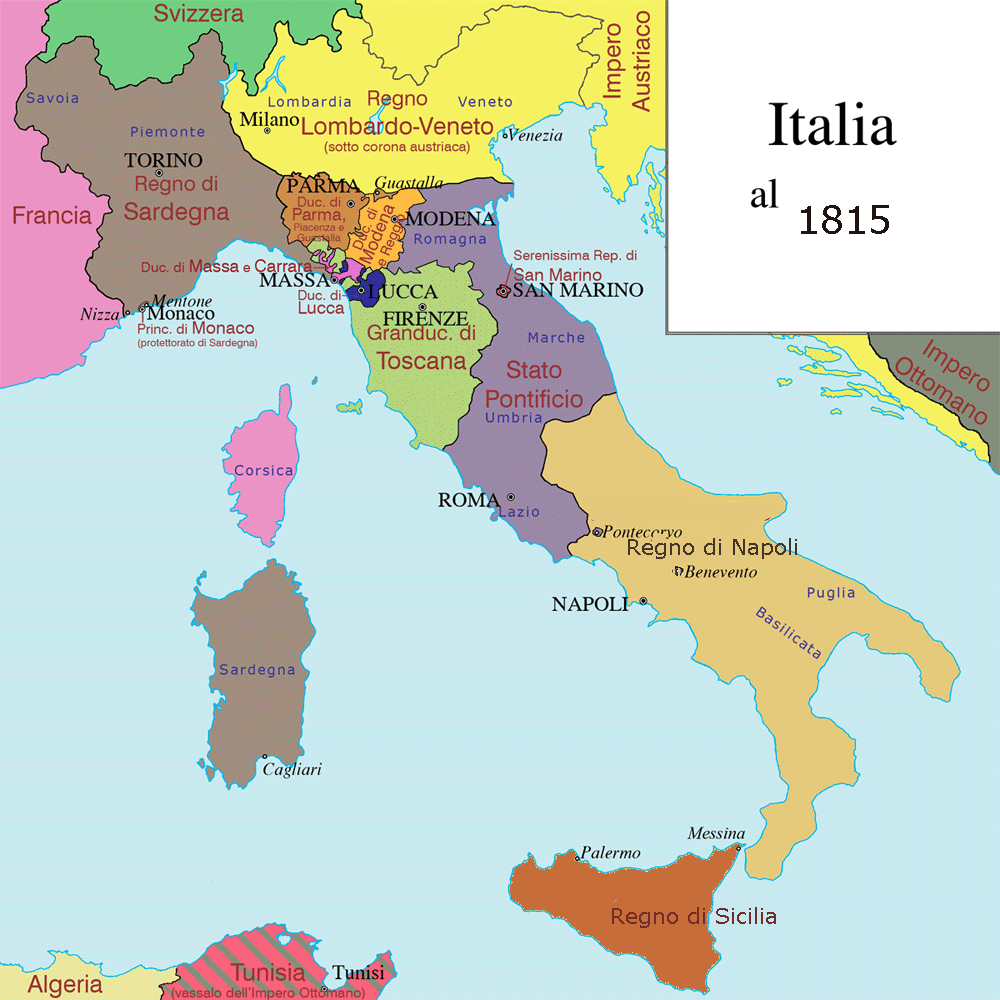
La péninsule italienne après le Congrès de Vienne.

L’unification des territoires de la péninsule italienne dans un unique Royaume d’Italie sous la houlette de la France de Napoléon est annulée par le Congrès de Vienne du 1815, après la chute du régime bonapartiste. La partie nord-orientale de la Lombarde-Vénétie rentre dans le domaine autrichien, la partie nord-occidentale redevient un royaume indépendant (Royaume de Piémont-Sardaigne, avec l’île homonyme) contrôlé par la maison de Savoie. Le centre est divisé en Grand-duché de Toscane, gouverné par des souverains autrichiens et en États pontificaux, territoires contrôlés par le Pape de Rome. Le sud est unifié dans le grand Royaume des Deux-Siciles gouverné par la maison des Bourbon-Siciles.
Mais malgré tout subsiste une autre division territoriale due aux dialectes dans le peuple. Et les intellectuels italiens s’opposèrent rapidement à toutes ces divisions, voulues par les puissances européennes sans critères géographique ou culturel précis. Après les révoltes du 1820-21, de 1830 et de 1848, se créeront plusieurs organisations de protestation (le « carbonarisme ») contre les gouvernements étrangers comme le mouvement de la Giovine Italia (Jeune Italie) fondée par Giuseppe Mazzini. La volonté d’unification et libération de la patrie a beaucoup contribué à rallumer l’intérêt pour une littérature au service de la cause nationale. La littérature romantique, avec ses thèmes de liberté et d’amour pour la patrie, a été fondamentale pour rapprocher culturellement un peuple divisé en autant d'états différents comme le furent les Italiens,.

### Le romantisme italien

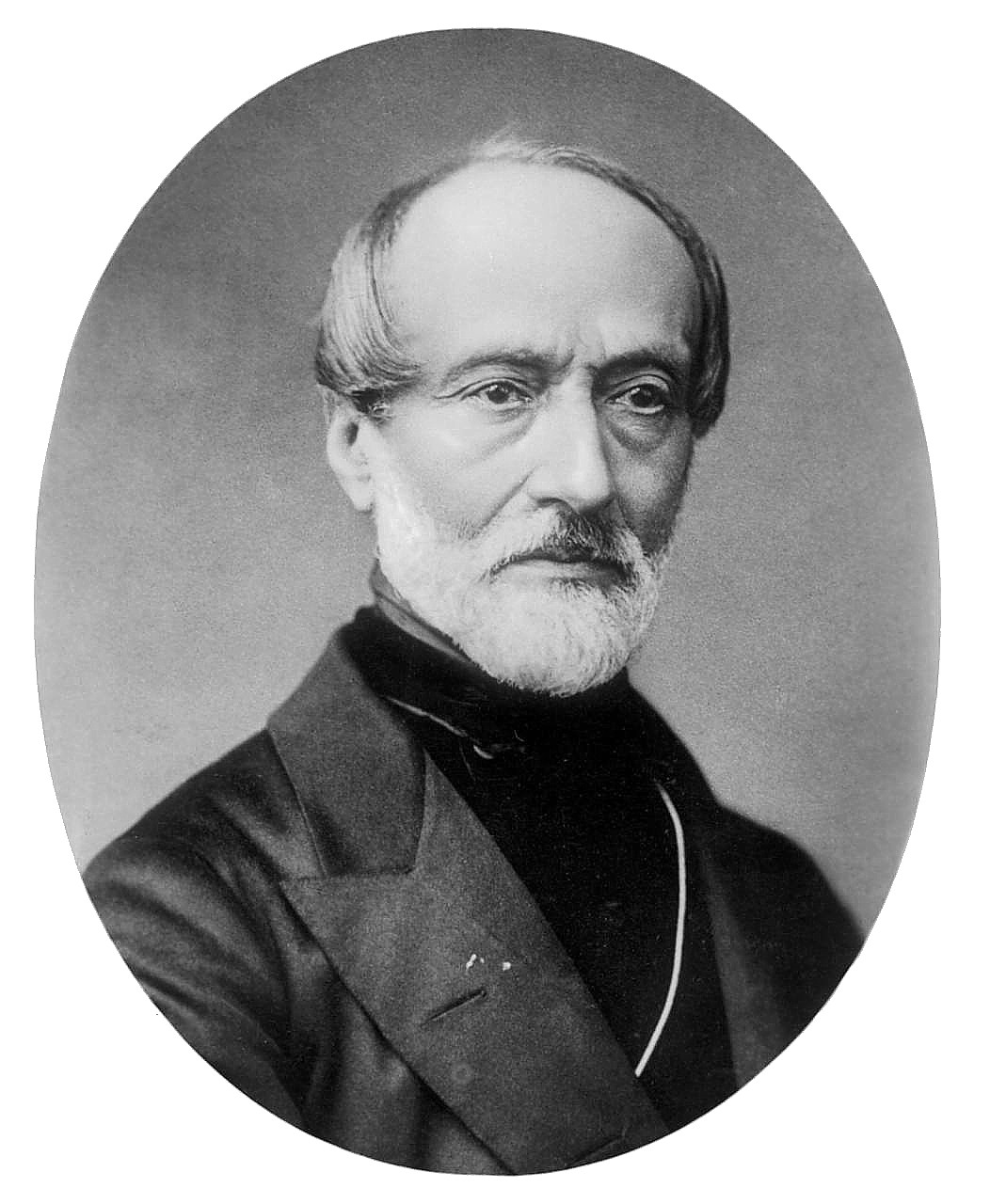
Un portrait de Giuseppe Mazzini.

Le romantisme en Italie arrive plus tard par rapport aux autres pays européens. Les premières années du siècle sont encore dominées par le goût du néoclassicisme. Un exemple est Vincenzo Monti, auteur de plusieurs poèmes classiques et d'une célèbre traduction en italien de l'Iliade. L’auteure française Mme de Staël prend part à la querelle italienne entre romantisme et néoclassicisme, écrivant en janvier 1816 un article où elle reproche aux intellectuels italiens leur propension excessive à traduire des œuvres anciennes latines ou grecques au détriment de nouveaux auteurs étrangers modernes, en négligeant la création d’une nouvelle littérature. Si un auteur d’inspiration classique critiqua la position de Mme de Staël un groupe plus important d’écrivains considérèrent positivement les opinions de l’écrivaine.
À partir du 3 septembre 1818 est publié à Milan le journal bi-hebdomadaire Il Conciliatore. Le choix de ce titre doit être compris comme la volonté d'assumer une orientation qui concilie la recherche scientifique et le romantisme. Le programme du journal prévoyait une pluridisciplinarité des articles abordés, ouvert également à des disciplines utiles comme l'économie, la technique, le droit[réf. à confirmer]. Après octobre 1819, il est supprimé par la censure autrichienne, mais son influence sur la culture italienne sera considérable. Le romantisme italien est substantiellement soutenu par le concept de littérature nationale. On considère la littérature comme instrument de libération nationale, véhicule d’idées et comme vecteur d'unification linguistique : les poètes romantiques italiens sont aussi « poètes de la patrie ». Giovanni Berchet, Giuseppe Giusti, et Goffredo Mameli, auteur de l'hymne national italien : Fratelli d'Italia, le Romain Giuseppe Gioacchino Belli, auteur de plus de 2000 sonnets, et le Milanais Carlo Porta sont les représentants les plus connus du dialecte littéraire. 

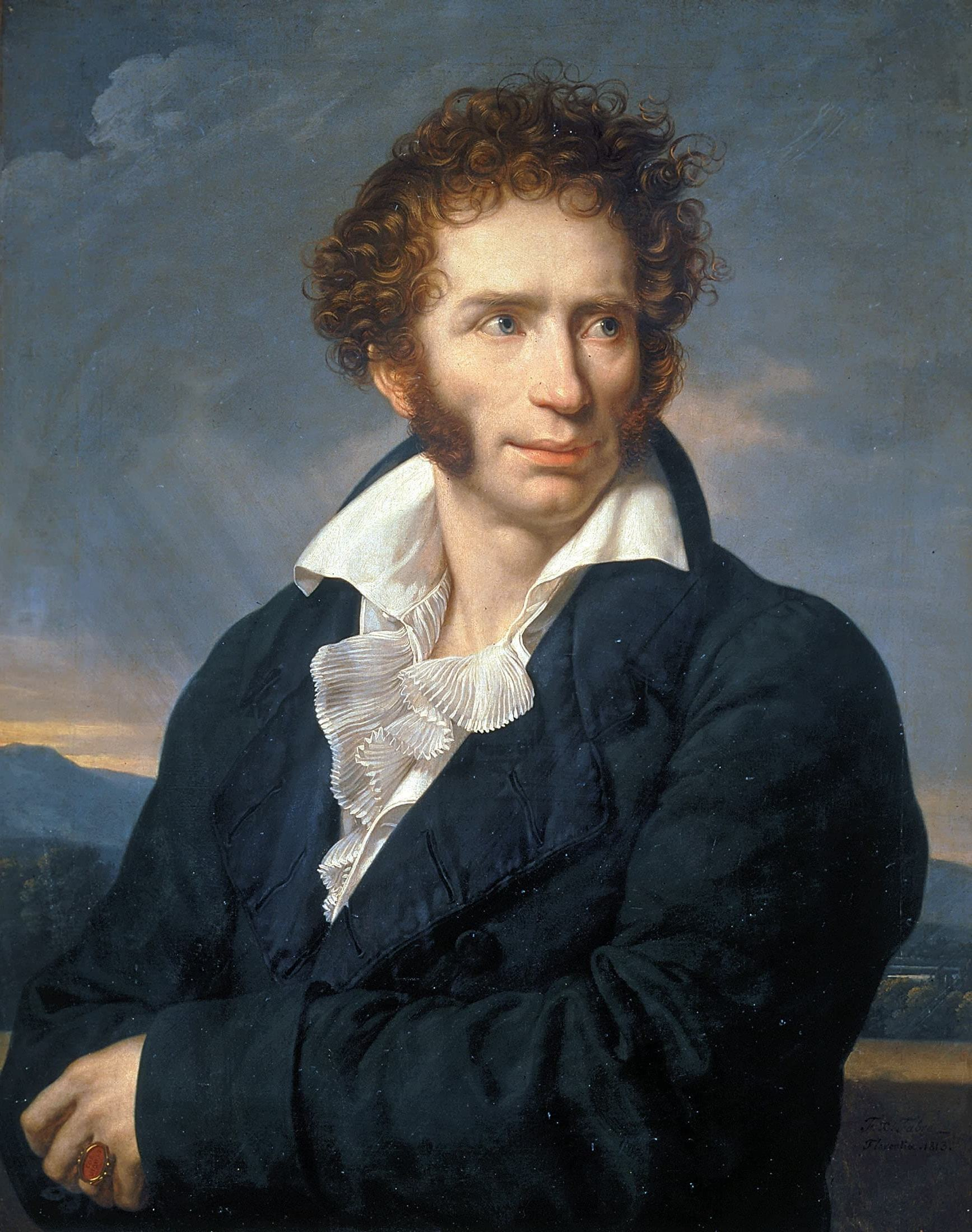
Portrait de Foscolo par François-Xavier Fabre.

La prose de l'époque est surtout historique et politique. À la suite de Manzoni, qui écrira outre des romans, des essais sur la langue et l’histoire, on verra Gino Capponi (Storia della repubblica di Firenze), Cesare Balbo (Sommario della storia d'Italia) et les plus scientifiques Vincenzo Cuoco et Carlo Cattaneo (Notizie naturali e civili sulla Lombardia). Francesco De Sanctis aura une grande influence sur les critiques littéraires qui lui succéderont avec l’Histoire de la littérature italienne, le premier texte d’étude sur le thème. La réflexion politique atteint son apogée avec les travaux des grands hommes politiques du Risorgimento comme Giuseppe Mazzini (Des devoirs de l’homme), Vincenzo Gioberti et Massimo d'Azeglio. Mais le roman aussi peut avoir des contenus politiques, comme Confessions d’un italien de Ippolito Nievo, remarquable témoignage littéraire sur l'évolution de la société italienne contemporaine. Les principales œuvres autobiographiques de cette période sont Mes Prisons de Silvio Pellico, Mes Mémoires de D'Azeglio et les Ricordanze della mia vita de Luigi Settembrini, histoires de vies en lutte pour l’indépendance de la patrie.
Ugo Foscolo (1778-1827), poète sans patrie définie mais qui vécut avec la certitude de faire part de la culture italienne, est l’exemple de l’artiste errant, prophète des sentiments nationaux italiens. Il est jeune pendant les périodes révolutionnaires et les campagnes de Napoléon, qu’il voit initialement comme le héros capable de sauver les nations de la destruction et de l’ignorance culturelle. Mais, après le traité de Campoformio et la cession par Bonaparte de Venise à l’Autriche, et donc la perte pour la ville de sa séculaire indépendance, Foscolo est déçu par le général français et commence ses pérégrinations qui le conduiront à Londres où il mourra. Le style de Foscolo, un rapprochement entre rigueur classique et instincts préromantiques, a beaucoup influencé les auteurs qui ont suivi. Ses œuvres les plus connues sont le roman épistolaire Les dernières lettres de Jacopo Orties, et les poèmes, riches en références autobiographiques comme la mort de son frère et la nostalgie pour la terre natale lointaine. Sa dernière œuvre est le poème Les Tombeaux, consacré à la mort et aux héritages culturels. Les grands hommes, selon Foscolo, ne meurent jamais parce que le souvenir de leur image et leur caractère vit toujours dans l'âme de leurs familiers et amis qui les ont aimés.

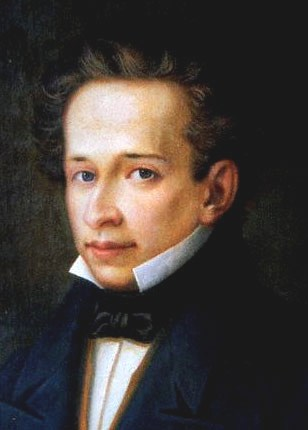
Portrait de Giacomo Leopardi.

Giacomo Leopardi (1798 – 1837) est universellement considéré comme le plus grand poète italien du romantisme. Mais il serait réducteur de considérer Leopardi comme un romantique uniquement. Sa pensée a en effet des positions matérialistes d’influence illuministe, unies à un profond pessimisme, causé probablement par ses conditions de santé, plutôt difficiles : Leopardi luttait contre une maladie dégénérative sévère (pour certains, il s'agirait du Mal de Pott, pour d'autres une forme de tuberculose osseuse) et qui devait compromettre inévitablement sa vie. Malgré sa mort prématurée (39 ans), l’influence de ses œuvres a été immense. Il a écrit plus de 35 poèmes (Les Chants) et deux grandes recueils des textes en prose : les Opérette morali et le Zibaldone. Les Chants, au-delà de leur incomparable valeur artistique, sont d'élégantes manifestations poétiques de la pensée de Leopardi. Il s'agit de considérations sur la mort (A Silvia ; A Sylvie), la nature (L’infinito, L’infini), la solitude (Il Passero solitario, Le moineau solitaire) et le bonheur (Il sabato del villaggio, Le samedi du village). Le bonheur pour Leopardi est l’attente même du moment heureux (les habitants du village sont emplis de bonheur le samedi parce qu'ils attendent le moment le plus heureux, c’est-à-dire le dimanche). Les Operette morali (Petites œuvres morales) sont des dialogues inspirés par ceux de Lucien de Samosate. Si donc le thème est surtout classique ou historique, la rhétorique est, avant tout, romantique, dominée par le pessimisme et les angoisses personnelles de l’auteur. Le Zibaldone est un journal intime volumineux (plus de 2000 pages) où Leopardi a noté entre 1817 et 1832 toutes ses impressions et considérations philosophiques. C’est l’œuvre la plus importante pour comprendre le Leopardi philosophe et ses opinions sur la religion, la nature, la société, la mémoire, la douleur et le souvenir.

### Manzoni et la nouvelle question de la langue
Alessandro Manzoni (1785 – 1873), avec ses œuvres poétiques, théâtrales et narratives, a profondément changé la culture et la langue italiennes, en rendant son idiome compréhensible pas seulement aux intellectuels et aux personnes socialement élevées mais aussi à la classe populaire et à la naissante classe bourgeoise. Dans la première partie de sa vie Manzoni conduit une intensive activité poétique. Il compose les Hymnes Sacres et une ode dédiée à Napoléon : le Cinq mai. Parallèlement il se dédie aussi à la production théâtrale, avec les tragédies de l’Adelchi et de Le Comte de Carmagnole. Mais le chef-d’œuvre de Manzoni est le roman historique Les Fiancés, publié en trois versions (1820 ; 1827; 1840) et devenu bientôt un classique de la littérature italienne. La trame des Fiancés narre essentiellement des aventures de Renzo et Lucia, deux jeunes amoureux de la campagne lombarde, près du lac de Come, en les années 1627-30. Le mariage entre les deux est entravé par un puissant noble du lieu, mais les deux fiancés sont aidés par plusieurs hommes d’église bienveillants. Le roman est une attentive analyse de la société italienne et de la religion, considérée comme le moyen pour affronter plus sereinement les périls de la vie. C’est le premier roman réellement écrit en italien populaire.

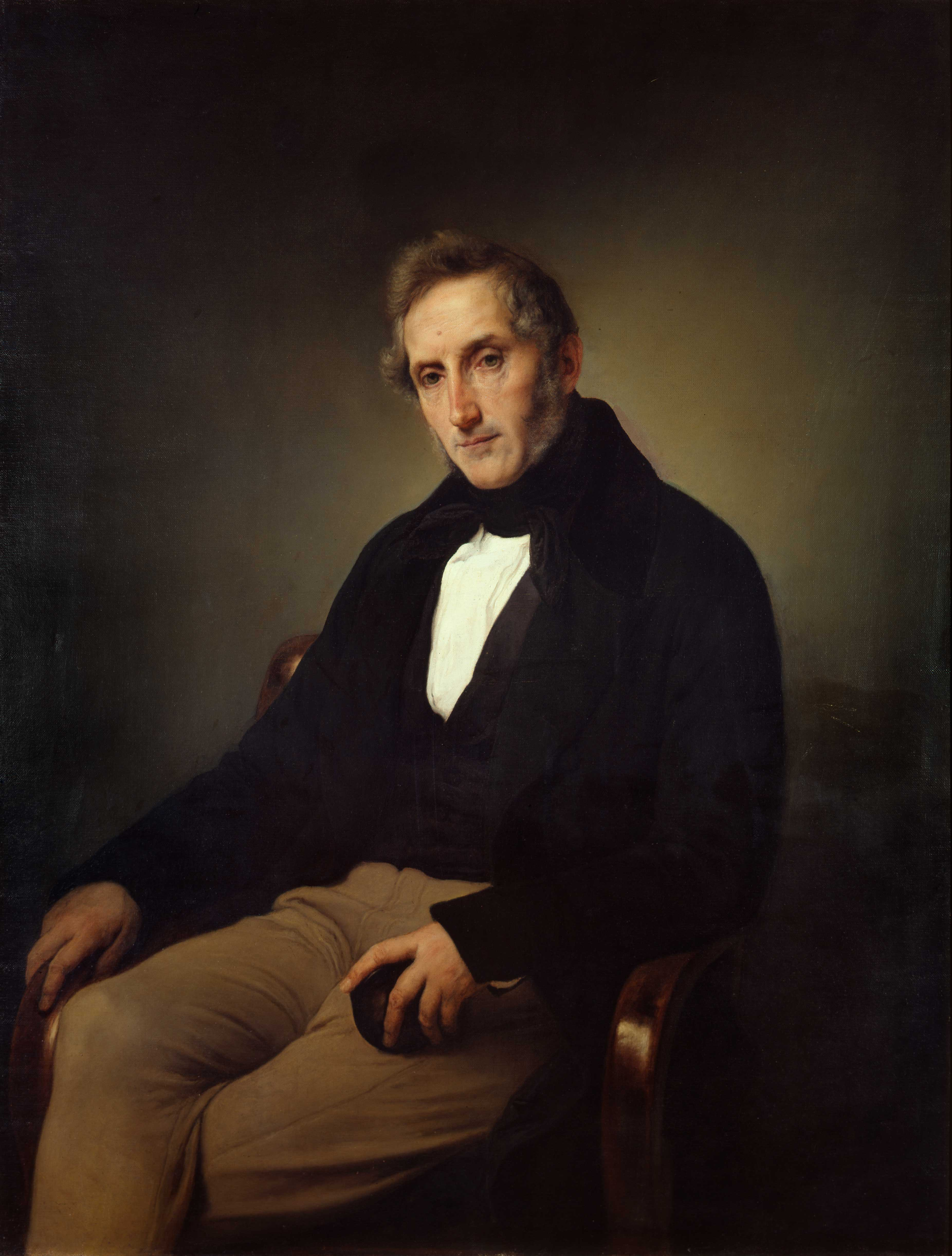
Portrait de Alessandro Manzoni par Francesco Hayez.

L’italien en effet, avant Manzoni, était la langue du théâtre et de la poésie, et rarement du roman. Ugo Foscolo avait écrit un roman en italien : Le ultime lettere di Jacopo Ortis, qui est toutefois un roman épistolaire, donc bien différent de la conception narrative de la langue. Avec Manzoni l’italien retrouve sa spontanéité, que beaucoup d’auteurs passés avaient perdue en observant trop la rigueur imposée par les Académies et par l’excessive attention à imiter le style des grands écrivains du passé comme Dante, Pétrarque et Boccace ; auteurs de valeur artistique incomparable, mais maintenant trop anachroniques comme références linguistiques. En d'autres nations comme l’Angleterre ou la France le roman avait été déjà développé parce que les langues étaient plus établies que l’italien. Les Italiens, encore séparés en de nombreux États différents, n’avaient pas la possibilité de construire une propre langue nationale.
Manzoni avait considéré initialement l’idée d’écrire son œuvre en français, mais les autres collègues lui ont suggéré de la rédiger en italien. La première édition de 1820 était plus milanaise et française qu’italienne. Donc, pour raffiner le langage Manzoni est allé à Florence pour étudier le langage populaire toscan (ou humoristiquement pour « rincer les frusques en Arne ») : puisque les protagonistes de son œuvre étaient gens du peuple il recherchait un langage le plus possible voisin au contexte populaire mais pas trop « dialectal ». Manzoni choisit le toscan pour raffiner le style parce qu’il était universellement considéré comme l’exemple d’italien parlé et écrit le plus parfait possible, avec l’influence des auteurs du XIVe siècle. Selon beaucoup de critiques, l’unification italienne s'est produite, avant les guerres d’indépendance, avec Les Fiancés de Manzoni.

### Le roman et la poésie après l’unification

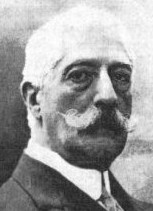
Un portrait photographique de Giovanni Verga.

Après les guerres d’indépendance italiennes, guidées par le Royaume de Piémont et Sardaigne et la France de Napoléon III, l’Italie est unifiée officiellement le 17 mars 1861. Entre 1860 et 1880, en Piémont et en Lombardie se constitue la « Scapigliatura », mouvement d'avant-garde ouvert aux influences symbolistes et promoteur d'une expérimentation linguistique parfois fort hardie. Les auteurs les plus connus sont Carlo Dossi, Luigi Conconi, Emilio Praga et Arrigo Boito, fameux librettiste de Giuseppe Verdi. Sur la fin de siècle se développe le Vérisme, influencé par le Naturalisme français, attentif à dénoncer l’incivile conditionne de vie des classes pauvres. Le vérisme a son théoricien en Luigi Capuana et ses maîtres en Giovanni Verga et Federico De Roberto. Verga écrit I Malavoglia, roman de la pauvreté des pêcheurs siciliens, et Mastro-Don Gesualdo. Mais les œuvres les plus représentatives du vérisme de Verga et, selon certains critiques, du vérisme italien, sont ses contes, où la misère et la difficulté de la vie des plus humbles est parfaitement recréée[réf. nécessaire]. De Roberto est rappelé pour son roman Les Vice-rois.

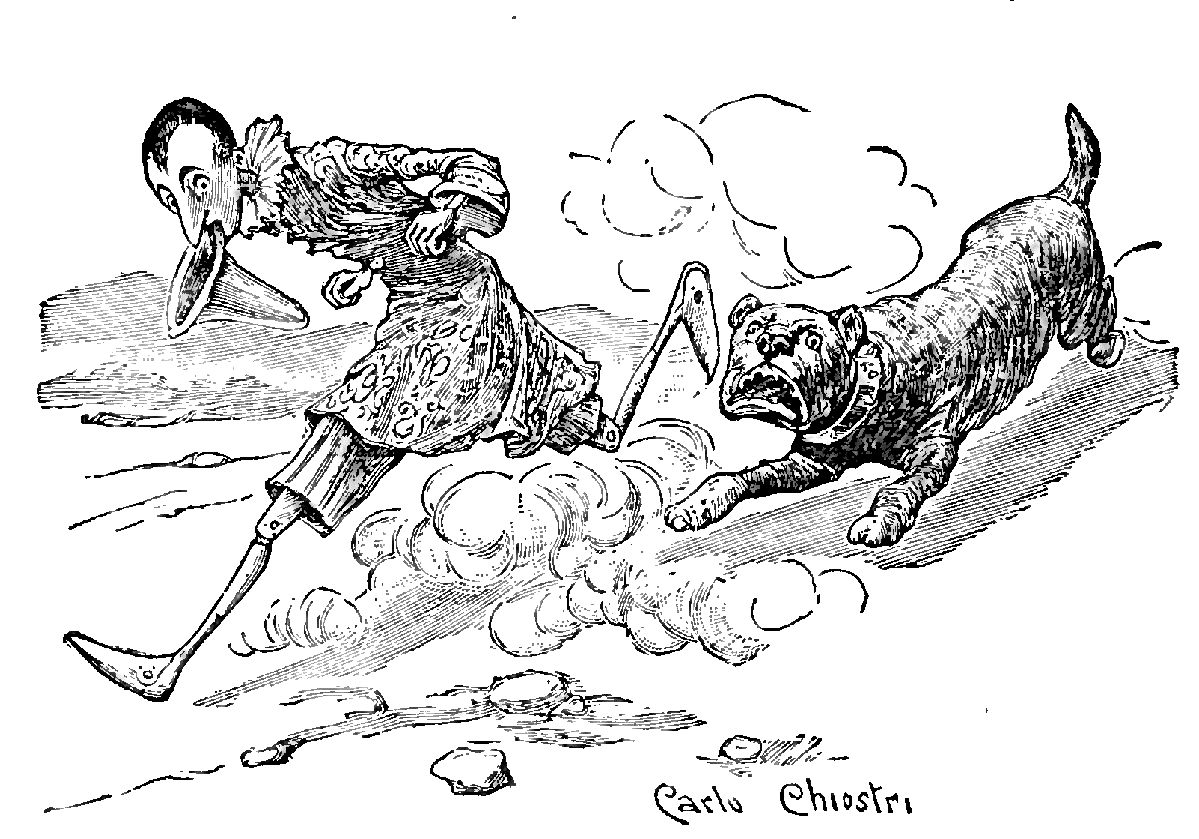
Une illustration de Le avventure di Pinocchio.

L’unification transforme l’Italie en une nouvelle nation européenne mais très arriérée par rapport aux autres pays occidentaux. La pauvreté et le pourcentage d’illettrées sont très élevés. Le gouvernement approuve donc une réorganisation du système scolaire pour faire « les nouveaux italiens ». La littérature a un rôle capital dans cette réforme. C’est Carlo Collodi, toscan, qui est l’auteur du premier roman pédagogique pour les jeunes de l’Italie unifiée : Les Aventures de Pinocchio, un des romans italiens les plus vendus et traduits (second seulement à la Bible). Un autre livre pour l’éducation des enfants est le Livre-Cœur d'Edmondo De Amicis, chronique d’une année scolastique d’un enfant de province, avec ses joies et douleurs, et exemples des contes d'action patriotique. Les drames de la nouvelle société bourgeoise sont décrits par les romans d’Antonio Fogazzaro (Petit monde ancien) et de Grazia Deledda (Prix Nobel de littérature en 1926) (Roseaux au vent).
Giosuè Carducci (1835 - 1907) développe une réaction négative au Romantisme et même contre les Scapigliati. Sa réaction voit le retour aux classiques et à la recherche d'une langue italienne vraiment littéraire. La vie, et ses valeurs (de gloire, d'amour, de beauté et d'héroïsme), est sans doute la plus grande inspiration du poète, mais les paysages lui sont également très importants, les paysages qui ne sont ni pittoresques ni exaltés en tant que miracle de la beauté, mais la Terre puissante contre laquelle toutes les créatures luttent. Un autre grand thème carduccien est celui de la mémoire, la nostalgie des espoirs ratés, de tout ce qui n'est plus. Carducci sera le premier italien à se voir décerner le prix Nobel de littérature en 1906. La pensée carducciene, toutefois, était un peu ancienne par rapport aux nouveaux courants littéraires et sera donc bientôt critiquée par de nombreuses attaques successives.

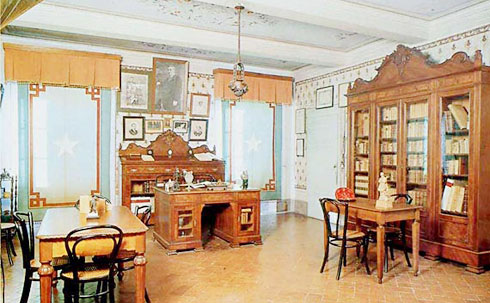
Les trois secrétaires de Giovanni Pascoli (un pour l'étude de l'italien, un pour le latin et un pour le grec).

Giovanni Pascoli (1855-1912) est le premier représentant du décadentisme italien. Avec son style simple et familier Pascoli essaie de regarder le monde avec les yeux d’un enfant. Il utilise donc un langage enfantin et rimé mais très influencé par les auteurs latins et grecs. Pascoli a aussi été un grand latiniste, professeur de lettres classiques à l’Université de Bologne et treize fois médaillé d'or au concours universel de poésie latine d'Amsterdam, le Certamen poeticum Hoeufftianum. Une autre œuvre très célèbre de Pascoli est les Chants de Castelvecchio (Canti di Castelvecchio) du 1903 : les Chants sont une référence aux chants de Leopardi. Castelvecchio est la fraction de Barga en Garfagnana où Pascoli avait acheté une maison dans laquelle il a séjourné une longue période, au milieu de la nature et dans une heureuse simplicité.
Gabriele D’Annunzio (1863 – 1938) est un des auteurs italiens les plus connus même si son activité littéraire est encore aujourd’hui l'objet de critiques et d'opinions peu favorables. Toutefois, son influence sur les costumes, la société et aussi l’histoire italienne et européenne a toujours été grande de son vivant et après sa mort. Il a beaucoup voyagé durant sa vie, en habitant les villes les plus riches de culture et d’idées de la période (Rome, Naples, Florence, Paris, Milan). Après sa participation à la Première Guerre mondiale, D’Annunzio sera célébré comme un grand soldat et sa politique « violente » sera décisive pour le succès du fascisme de Benito Mussolini. D’Annunzio est généralement considéré comme l’écrivain italien qui transporte la littérature du XIXe au XXe siècle. Même si son style manque parfois de sobriété, avec une recherche de langage qui frise l’artificiel, il est impossible lui nier une place prééminente dans le panorama littéraire, surtout pour la variété des thèmes abordés et l'élégance de ses œuvres aussi bien en prose qu'en poésie. Ses chefs-d’œuvre sont les romans L’Enfant de volupté (1888) et Les Vierges aux Rochers (1899), le recueil des Laudi (1900-1918) et la tragédie La fille de Jorio (1902).

## XXesiècle
La période des avant-gardes est réfléchie par les revues littéraires: chacune a son mouvement de référence. L'irrationalisme d’Il Leonardo (1903-1907), l'esthétisme de La Voce (1908-1916), le futurisme de Lacerba (1913-1915), le classicisme de La Ronda (1919-1923), le modernisme de Novecento (1926-1929). Le futurisme dont Filippo Tommaso Marinetti rédige le premier manifeste dans Le Figaro du 20 février 1909, est le courant culturel le plus développé en Italie, surtout pour son appui au fascisme lorsqu'il s'installe. Beaucoup d’auteurs comme D’Annunzio ou Marinetti prennent une position décisive à faveur de la Première guerre mondiale et de l’avancement de Mussolini.
- Revues littéraires italiennes du XXe siècle (it)

### Première partie du siècle

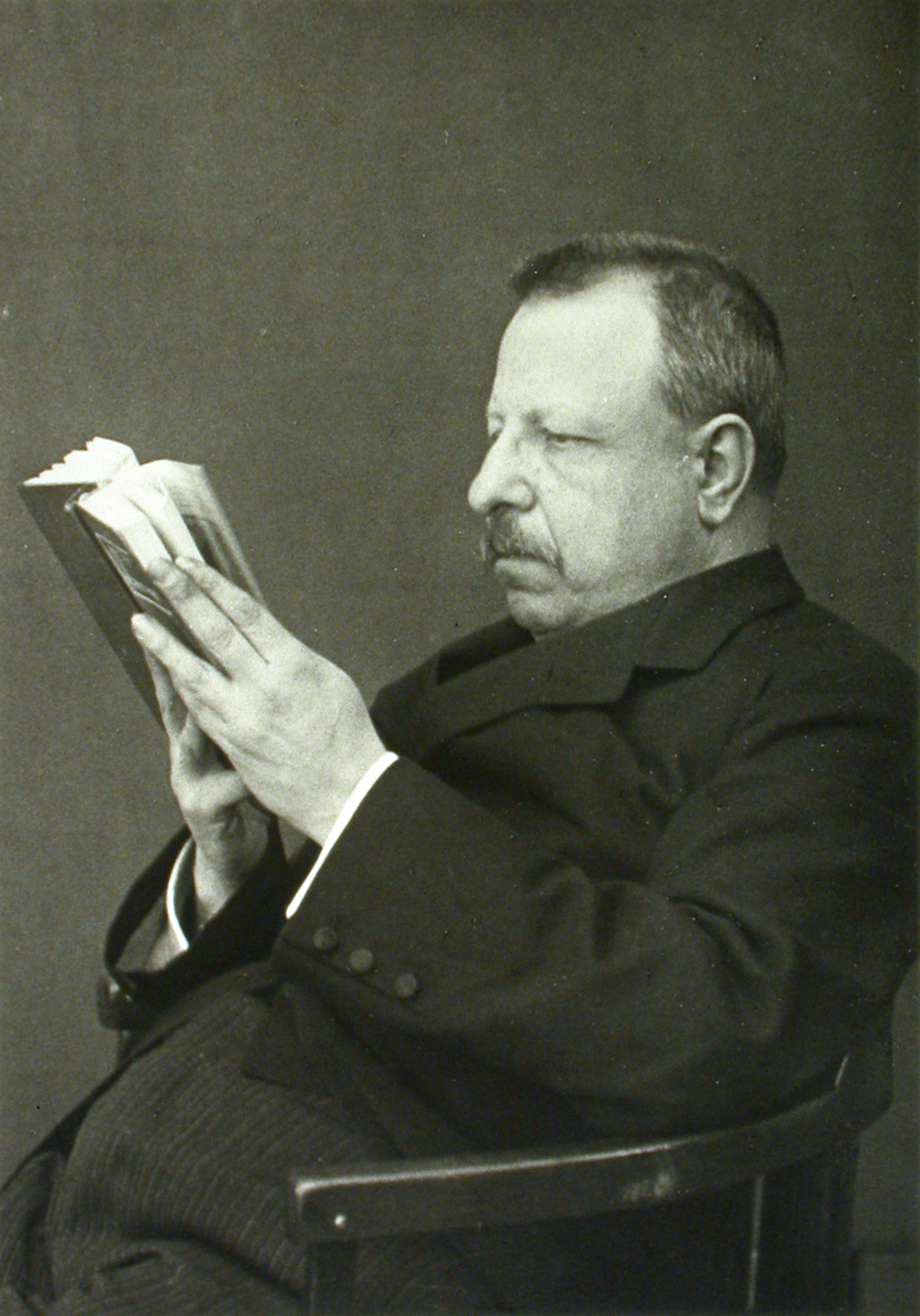
Le philosophe Benedetto Croce.

Avant la première guerre mondiale, l'exaltation futuriste de la vitesse et des machines passe par la littérature et la poésie en même temps que par l'image peinte ou filmée.
La période fasciste marque ensuite la culture et la littérature italienne. Plusieurs auteurs opposés au régime sont obligés de fuir en exil, alors que d'autres continuent courageusement une bataille idéologique, en risquant leur vie[réf. à confirmer].
Le fascisme devient rapidement un régime dictatorial qui prend le contrôle de la société. L’école, les bureaux publics, la culture, les journaux, le cinéma, la radio sont soumis à des critères rigides de censure contre chaque forme d’opposition. Dans les années du régime, Rome, centre du pouvoir fasciste, est trop dangereuse pour voir se construire un mouvement d’opposition concrète.
C’est à Florence, avec les revues Solaria (1926-1936), puis Letteratura (1937), que se regroupent des écrivains de toutes provenances qui composent pour la première fois une authentique société littéraire italienne, de culture européenne et se réclamant de celle-ci dans sa résistance à la « non-culture » du régime fasciste. C’est la ville où naissent la poésie de Montale et les romans de Pavese, Moravia et Gadda.
La poésie des premières années du siècle se développe dans divers courants avant-gardistes. Le Crépuscularisme est le premier courant du siècle qui élabore les thèmes du décadentisme avec une ironie quelquefois mélancolique : auteurs crépusculaires sont Guido Gozzano, Marino Moretti, Sergio Corazzini.
L'« hermétisme », pour augmenter la suggestion du poème, utilise un langage intensif et obscur, en éliminant les liens logiques traditionnels, il est représenté par la plupart des poètes contemporains comme Mario Luzi, Alfonso Gatto, Vittorio Sereni, Camillo Sbarbaro, Piero Jahier, Eugenio Montale et Salvatore Quasimodo (prix Nobel de littérature en 1959). Umberto Saba et Vincenzo Cardarelli ont un style de poétique propre.
Saba, au contraire, prend comme référence Pétrarque et un style classique, et Cardarelli cherche à créer une poésie « sublimée », où la parole retrouve son importance capitale.
La critique littéraire et historique est presque dirigée par Benedetto Croce, qui soutient une analyse esthétique correcte, mais quelquefois trop liée aux anciens héritages culturels.
Pendant le fascisme, Croce devient un des plus importants critiques antifascistes, en opposition à Giovanni Gentile (premier directeur scientifique de l'Encyclopédie Treccani) l’intellectuel le plus connu pour défendre le régime, et qui finit assassiné par les communistes.
Antonio Gramsci, fondateur du Parti Communiste Italien, emprisonné pour plus de dix ans par les fascistes, développe une critique de matrice socialiste, attentive aux conditions des classes moins aisées et à la révolution du prolétariat.
Francesco Flora (it) (1891-1962), Natalino Sapegno (1901-1990) et Luigi Russo (it) (1892-1961) sont la nouvelle génération des critiques, profondément influencée par Croce, mais douée aussi d’un esprit analytique plus moderne.

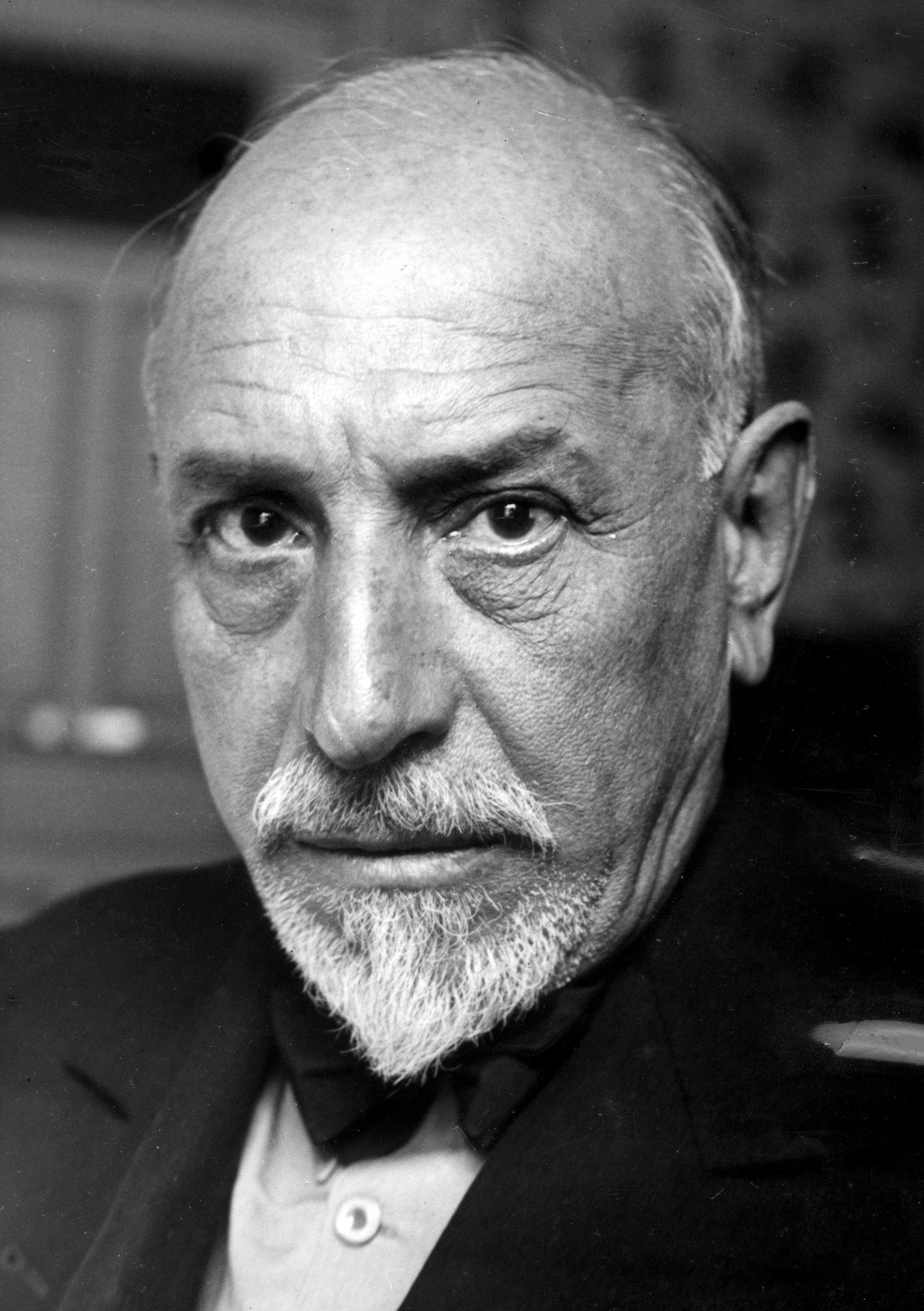
L'écrivain Luigi Pirandello.

Luigi Pirandello (1867-1936 ; Prix Nobel de littérature en 1934) est l'un des auteurs qui influence le plus le roman et le théâtre italiens de la première partie du XXe siècle. C’est l’inventeur de la théorie de l’humorisme, entendu comme un petit diable qui démantèle chaque image de l’œuvre pour dévoiler son mécanisme. Le jeu de l’humorisme a la fonction d’ôter le masque aux personnages et de faire émerger la réalité cachée. L’humorisme de Pirandello est présenté autant dans les romans (Feu Mathias Pascal, Un, personne et cent-mile) autant dans les œuvres théâtrales (Six Personnages en quête d'auteur, Henri IV) autant dans les contes : il en a écrit plus de 240, recueillis en Nouvelles pour une année (Novelle per un anno). Le style de Pirandello, ironique et réaliste, a contribué à la création du mot « pirandellien », au sens de personnages curieux, étranges, ou de situations tragicomiques et bizarres qui se succèdent de manière involontaire.
Pirandello est un des premiers écrivains à utiliser la conception moderne du « théâtre dans le théâtre », où la représentation prend comme son sujet le théâtre même.
Beaucoup des critiques contemporains n’ont pas compris sa poétique, mais Pirandello est désormais considéré par les critiques modernes comme un des auteurs italiens les plus importants.
Les cas d’Italo Svevo (La Conscience de Zeno) ou de Federigo Tozzi (Trois Croix, Il Podere) sont deux exemples d’auteurs découverts in extremis par des collègues étrangers, et témoignent emblématiquement l'isolement de la littérature italienne entre les deux guerres, effacée par les critiques du régime. Svevo en particulier a gagné la notoriété à un âge avancé, puisque découvert par l’auteur irlandais James Joyce, trente années après ses débuts.
Les autres auteurs principaux de la première moitié du siècle sont Corrado Alvaro (Gens en Aspromonte, Vent'anni),, Aldo Palazzeschi (Les Codes de Perelà, Les Sœurs Materassi), Giovanni Comisso (Au vent de l'Adriatique, Jours de guerre), Riccardo Bacchelli (Les Moulins du Pô).
En 1929, le jeune Alberto Moravia écrit le roman Les Indifférents, une mince critique sur la société italienne, passive, privée d’idéaux et habituée au régime fasciste et à ses injustices.

### Seconde partie du siècle

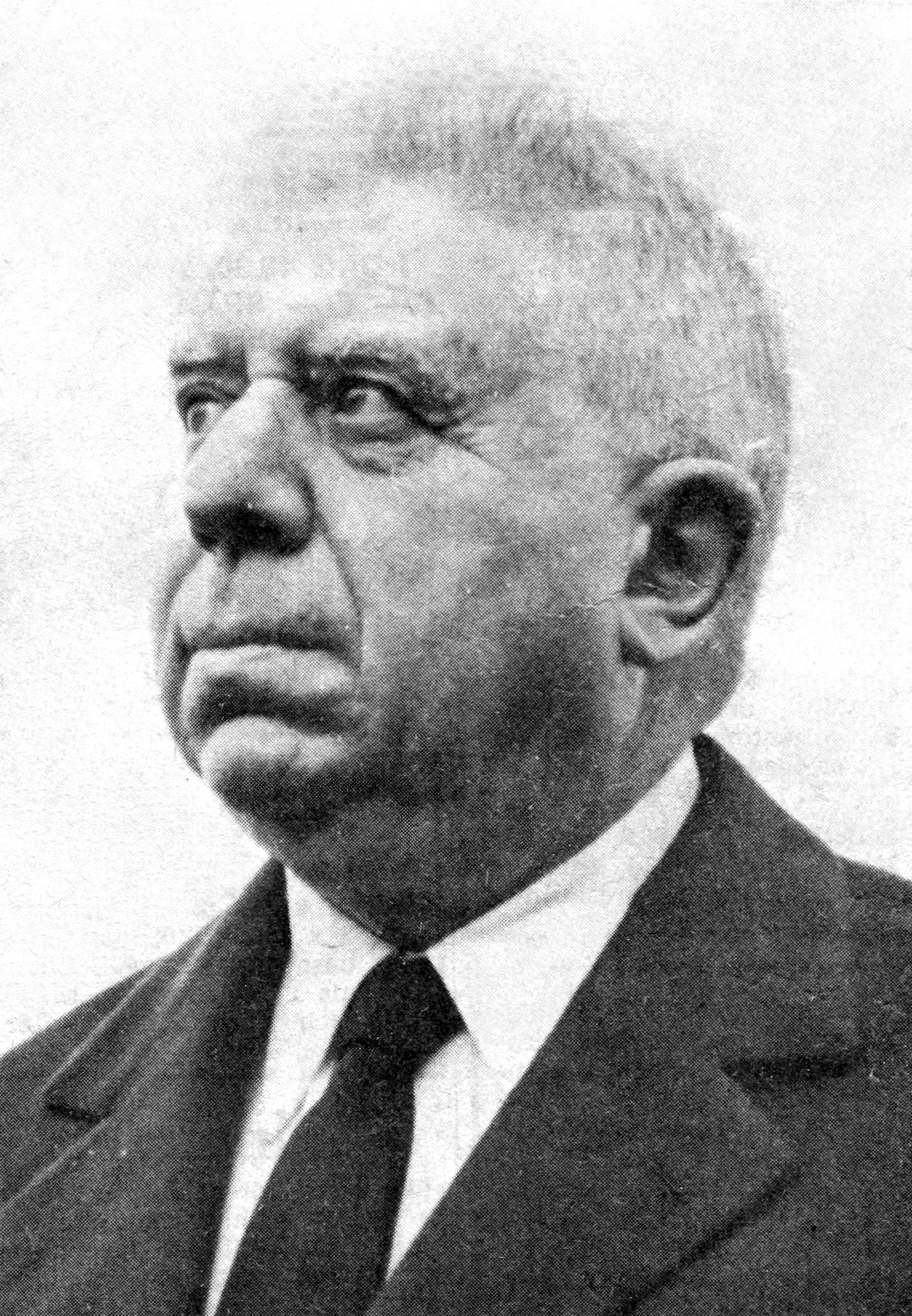
Eugenio Montale en 1965.

Après la Seconde Guerre mondiale, l’Italie déjà jeu des divisions par les influences du roi et du pape pendant la République sociale italienne du Nord, avec la chute du fascisme à la libération se restructure.  La monarchie est abolie par le referendum de 1946, et devient une république. Les années successives sont des périodes de profond changement politique, culturel et social. Dans un climat intellectuel rénové, les auteurs sont libres de s'exprimer : la poésie et le roman retrouvent l’intérêt pour la valeur sociale de la littérature. L'éloquence dans le récit associée à l'argumentation dans le propos qui  est propre aux langues antiques latin et grec diminue encore plus son importance comme dans l'ensemble de la littérature occidentale après le surréalisme. La description du monde se fait dans des romans avec les sentiments d'exister troublés par les conflits généraux ou personnels  (Dino Buzzati, Le Désert des Tartares, Le K etc. ). Le néoréalisme, développé surtout au cinéma hors de Rome-Cinecittà (qui elle se reconstruit avec les producteurs américains), trouve des influences aussi dans le roman. La nouvelle culture est commencée par Elio Vittorini avec la revue Il Politecnico, et la traduction d’auteurs étrangers, surtout américains mais aussi français, qui avaient été interdits par le régime. Autres revues importantes sont Humanitas, La nuova Europa, Belfagor, Il Menabò. Un autre signe important de la renaissance de la culture italienne est la création de beaucoup de prix littéraires. Les plus célèbres sont le Strega, le Bancarella, le Viareggio et le Campiello.
À côté d’auteurs confirmés (Gadda, Palazzeschi, Comisso, Corrado Alvaro) se trouvent de nouveaux écrivains comme Alberto Moravia (Le Conformiste, L'Ennui, Moi et Lui, Ignazio Silone (Fontamara), Cesare Pavese (Le Bel Été, La Lune et les Feux), Gianna Manzini, Guido Piovene, Tommaso Landolfi, Mario Soldati, Enrico Emanuelli, Guglielmo Petroni, Natalia Ginzburg, Vasco Pratolini, Giuseppe Berto, Oreste Del Buono, Enno Flaiano (Tempo di uccidere), Livia De Stefani (La Vigne aux raisins noirs), Elsa Morante (L'Île d'Arturo, La storia, Aracoeli).
La littérature de mémoire de guerre est très représentée avec Le Christ s'est arrêté à Eboli de Carlo Levi, Si c'est un homme et La Trêve de Primo Levi, Kaputt et La Peau de Curzio Malaparte, mais aussi Mario Rigoni Stern et Beppe Fenoglio.
Avec Giovannino Guareschi et la série de Don Camillo, se développe la littérature politisée social-démocrate de costume, avec de nombreuses adaptations cinématographiques.
Dans la littérature de ce moment, la poésie se rebelle contre l’hermétisme excessif, en souhaitant un retour aux thèmes sociaux. Toutefois, les poètes qui racontent le plus les mémoires de la guerre et du régime sont hermétistes comme Salvatore Quasimodo et Eugenio Montale, tous les deux poètes lauréats du prix Nobel de littérature ; ou les classicistes comme Umberto Saba. Autour de ces grands poètes se constituèrent deux groupes différents ; un plus moderne et un autre plus conservateur. Les autres auteurs poétiques sont Giorgio Caproni, Mario Luzi et Andrea Zanzotto.
Eugenio Montale (1896-1981) serait le poète italien reconnu le plus important du XXe siècle, il reçoit le prix Nobel de littérature en 1975. Avec ses poèmes, il a construit une poétique unique et délicate, faite de souvenirs, impressions, émotions, décrits sans excès mais avec un style sec, élégant, plein de vie. Ses œuvres principales sont Os de seiche, Les Occasions, La tourmente et Xenia.

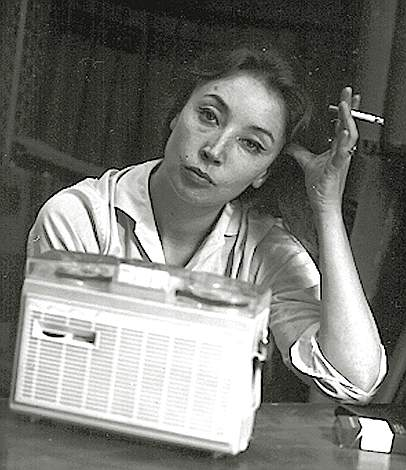
La journaliste et écrivaine Oriana Fallaci.

Les années cinquante sont conclues par deux œuvres importantes : une est L’Affreux Pastis de la rue des Merles de Carlo Emilio Gadda, un roman policier écrit avec une langue « mélangée » de dialectes et idiomes étrangers, et Le Guépard de Giuseppe Tomasi di Lampedusa, un roman historique qui marque le retour à un style narratif plus classique aboutissant à un film. La néo-avant-garde italienne nait à Palerme, avec la constitution du Group 63 et une prise de position très forte sur l’idée de culture. Ses plus grands succès sont surtout des œuvres critiques : Opera aperta (Œuvre ouverte) de Umberto Eco, La letteratura come menzogna (Littérature comme mensonge) de Giorgio Manganelli, Ideologia e linguaggio (Idéologie et langage) de Edoardo Sanguineti.
Les années 1960 ont comme auteurs de référence Giorgio Bassani (Le jardin des Finzi Contini), Carlo Cassola (La ragazza di Bube, Un cuore arido et L’antagonista), Lalla Romano, Pietro Chiara, Alberto Bevilacqua (La Califfa et Questa specie d'amore), Pier Paolo Pasolini (Une vie violente et Théorème) ; Leonardo Sciascia (Le jour de la chouette, Todo modo et Le contexte) Maria Bellonci (Lucrèce Borgia. Sa vie et son temps, Renaissance privée).

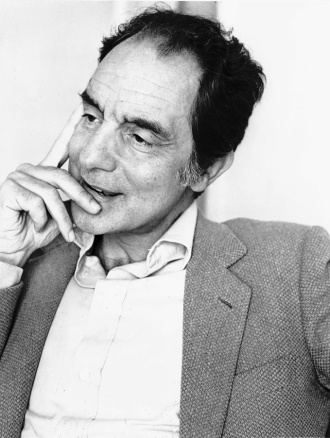
Italo Calvino.

Les nouveaux contextes culturels sont favorables aussi pour la critique. Elle n’est plus seulement un objet de discussion entre universités ou hommes de culture, mais aussi de la part des lecteurs qui achètent les livres devenus par les éditions de poche d'un accès populaire jusqu'au « roman de gare » : les essais littéraires de Umberto Eco (Tractât de sémiotique générale, Lector in fabula), Cesare Segre (Le strutture e il tempo), celles artistiques de Pietro Longhi (De Cimabue à Morandi), Gillo Dorfles (Le kitsch) et, surtout, celles historiques de Indro Montanelli, avec la monumentale Histoire d’Italie (1964-1997). Le succès du roman Le général Della Rovere, encore par Montanelli, est le premier d’une longue série de chefs-d’œuvre littéraires écrits par des journalistes mouvement de la littérature occidentale. On a pour exemple Enzo Biagi (Disonora il padre), et Oriana Fallaci (Lettre à un enfant jamais né, Un homme ; Insciallah), la  journaliste et écrivaine italienne moderne la plus connue.
Italo Calvino (1923-1985) est l’auteur italien le plus représentatif de cette période. Écrivain très polyvalent, il n’est pas classifiable dans un certain mouvement ni avant-garde, parce qu'il traverse tous les genres du siècle, du néoréalisme (Le Sentier des nids d'araignées) au post-modernisme (Si par une nuit d'hiver un voyageur). Sa poétique est centrée sur les ressemblances des thèmes fantastiques avec celles du réalisme. On a la rébellion aux devoirs et aux stéréotypes de la société (Le Baron perché), l’attention à la littérature populaire dans le recueil de Contes italiens, l’expérimentation de nouveaux styles narratifs, avec l’aide aussi d’illustrations (pour exemple Le Château des destins croisés où les personnages se racontent avec des cartes à jouer). Calvino a été aussi un grand essayiste de littérature (Leçons américaines, Pourquoi lire les classiques) et de thématiques sociales (La speculazione edilizia). Il fut un des premiers écrivains italiens qui se sont insérés avec succès dans la littérature mondiale.

## La littérature italienne contemporaine

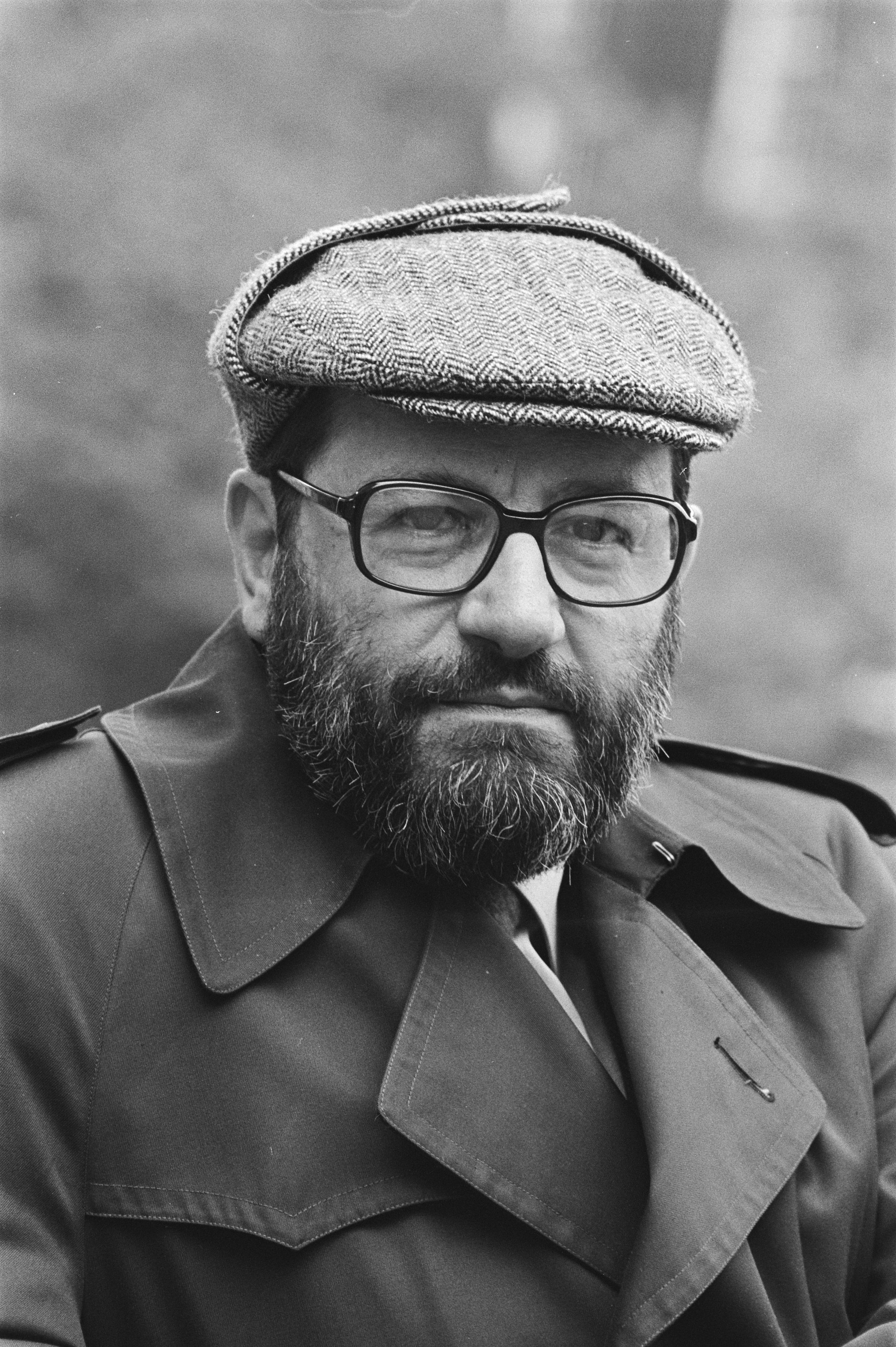
L'écrivain italien Umberto Eco.

La littérature italienne des années quatre-vingt à aujourd’hui est surtout représentée par la prose narrative et critique, même si le théâtre (avec principalement Dario Fo, prix Nobel de Littérature en 1997) et la poésie ont des rôles encore influents. La génération des années trente, ensemble d’auteurs nés dans la décennie 1930-1940, comprend des écrivains très connus comme Umberto Eco (Le Nom de la rose, Le Pendule de Foucault , Baudolino, Le Cimetière de Prague), Dacia Maraini (L’âge du malaise, Isolina, Buio), Vincenzo Consolo, Gianni Celati, Gesualdo Bufalino, Fulvio Tomizza, et des poètes comme Edoardo Sanguineti, Giovanni Raboni et Alda Merini (Vuoto d’amore). Le triomphe critique et public du roman Le nom de la rose (1980) par Umberto Eco (1932-2016) a eu un extraordinaire effet sur la culture italienne, en réintroduisant l’attention européenne et mondiale.
Parmi les autres auteurs modernes : Francesca Duranti, Antonio Tabucchi (Nocturne indien, Pereira prétend) Daniele Del Giudice, Rosetta Loy, Marta Morazzoni, Aldo Busi, Pier Vittorio Tondelli, Antonio Debenedetti, Giorgio Montefoschi, Andrea De Carlo, Marco Lodoli, Roberto Pazzi, Paola Capriolo, Giorgio Pressburger, Mario Fortunato, Sandro Veronesi (Chaos calme), Edoardo Albinati, Andrea Camilleri (Série du Commissaire Montalbano), Erri De Luca (Montedidio, Le Poids du papillon, Les poissons ne ferment pas les yeux).
À côté d’écrivains plus mûrs, s'affirme une nouvelle génération de narrateurs qui a connu beaucoup de succès avec les œuvres de Alessandro Baricco (Châteaux de la colère, Novecento : Pianiste, Océan mer), Susanna Tamaro (Per voce sola, Va' dove ti porta il cuore), Margaret Mazzantini (Non ti muovere, Mare al mattino), Niccolo Ammaniti (Je n'ai pas peur, Comme Dieu le veut, Anna), Roberto Saviano (Gomorra), Paolo Giordano (La Solitude des nombres premiers) et Elena Ferrante (L’Amie prodigieuse ; Le Nouveau Nom).
Mais aussi : Nuto Revelli (1909-2004), Mario Luzi (1914-2005), Rodolfo Wilcock (1919-1978), Rosetta Loy (1931-),  Dacia Maraini (1936-), Giuliana Morandini (1938-), Claudio Magris (1939-), Sebastiano Vassalli (1941-2015), Roberto Calasso (1941-2021), Biancamaria Frabotta (it) (1946-), Stefano Benni (1947-), Paolo Rumiz (1947-),Patrizia Cavalli (1947-), Elisabetta Rasy (1947-), Ippolita Avalli (it) (1949-), Marta Morazzoni (1950-), Milo de Angelis (en) (1951-), Mariangela Gualteri (it) (1951-), Mario Santagostini (it) (1951-), Silvia Bré (it) (1953-), Gianni d'Elia (it) (1953-), Patrizia Valduga (1953-), Gabriele Frasca (1957-), Valerio Magrelli (1957-), Antonella Anedda (1958-), Massimo Bocchiola (1958-), Tommaso Ottonieri (1958-), Mauro Ferrari (it) (1959-), Giuseppe Montesano (1959-), Gian Mario Villalta (1959-), Giosuè Calaciura (1960-), Stefano Dal Bianco (it) (1961-), Paola Capriolo (1962-), Vito M. Bonito (1963-), Paolo Febbraro (it) (1965-), Viola Ardone (1974-), Alessandro Cinquegrani (1974-), 
Andrea Bajani (1975-), Gianluigi Ricuperati (it) (1977-) et le Projet Luther Blissett, pseudonyme collectif souterrain, (1994-2000), devenu Collectif Wu Ming (depuis 2000)...

## Institutions
- Festivals littéraires en Italie
- Revues italiennes
- Prix littéraires en Italie
  - Récompenses : Prix Gassman, Prix Stresa, Premio Flaiano, Premio E.T.I. Gli Olimpici del Teatro

## Italiens lauréats du prix Nobel
Le prix Nobel de littérature a été décerné pour la première fois en 1901.
- 1906 : Giosuè Carducci
- 1926 : Grazia Deledda
- 1934 : Luigi Pirandello
- 1959 : Salvatore Quasimodo
- 1975 : Eugenio Montale
- 1997 : Dario Fo

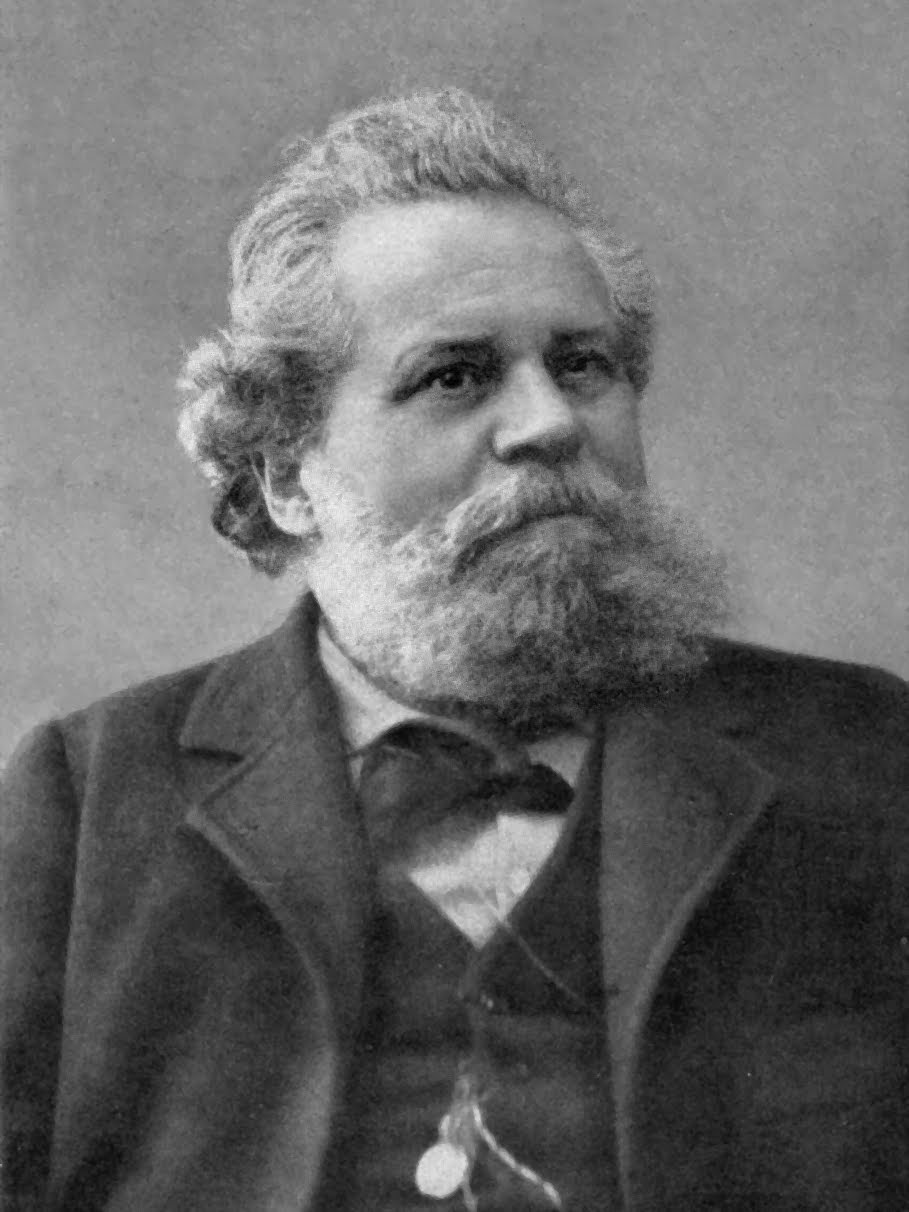
Giosuè Carducci
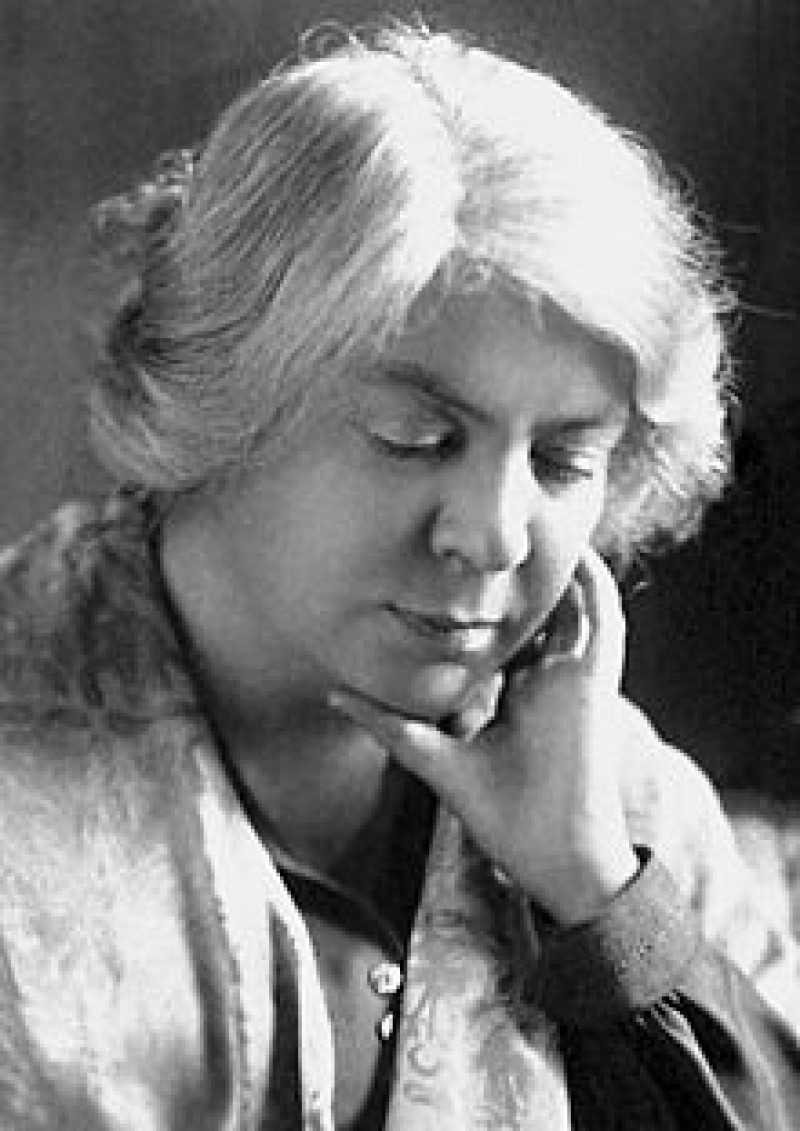
Grazia Deledda
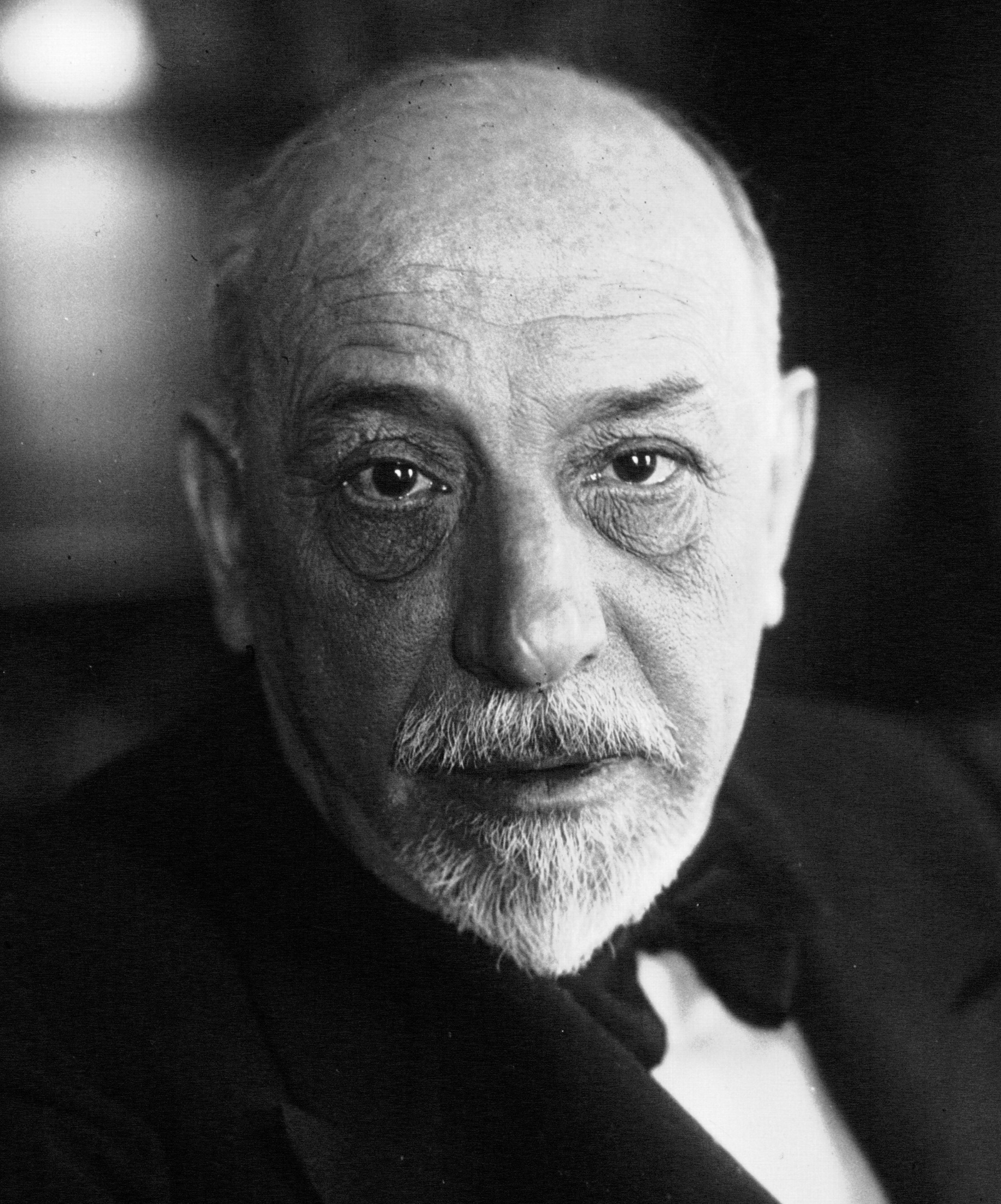
Luigi Pirandello
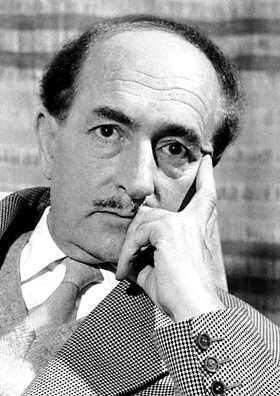
Salvatore Quasimodo
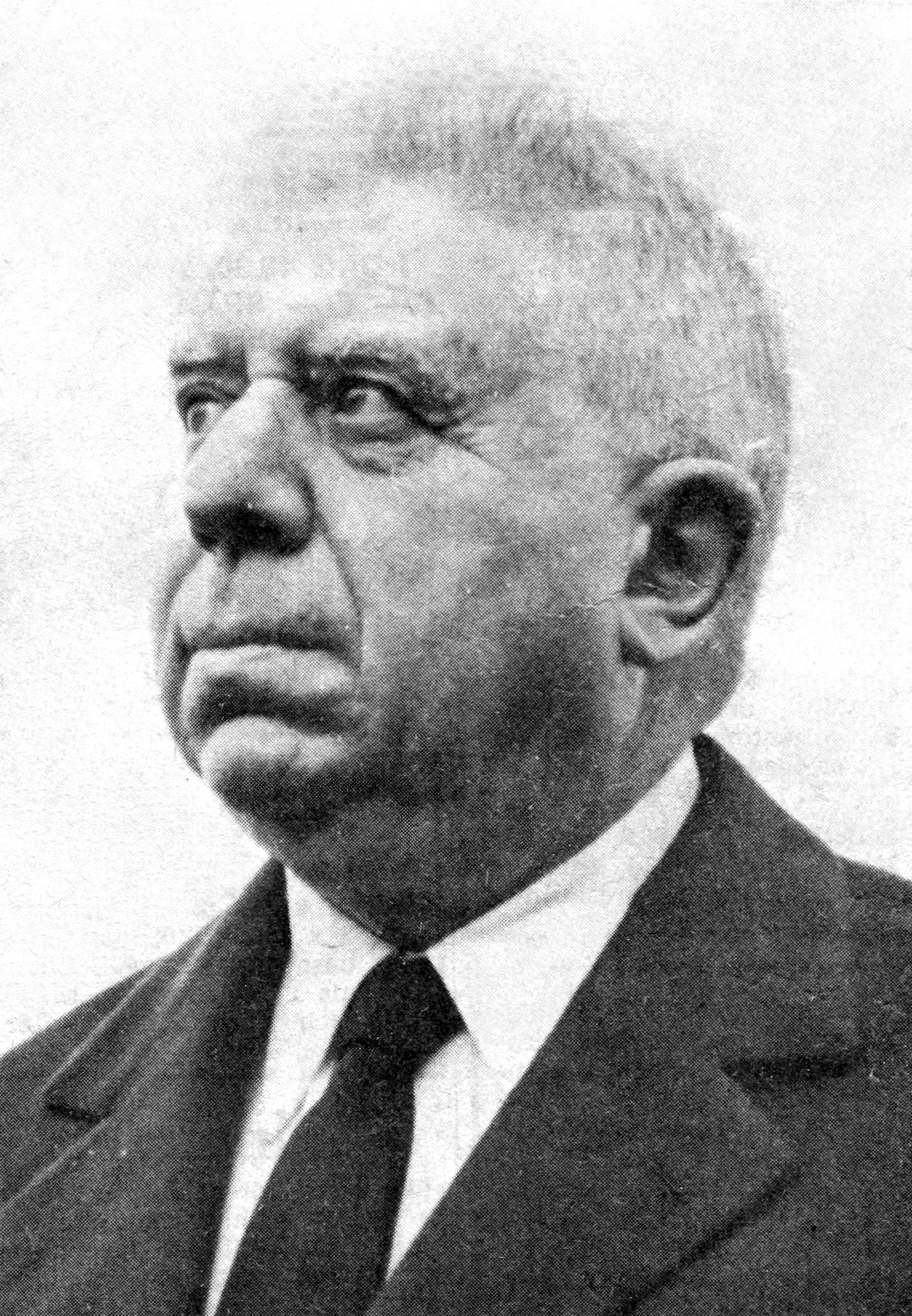
Eugenio Montale
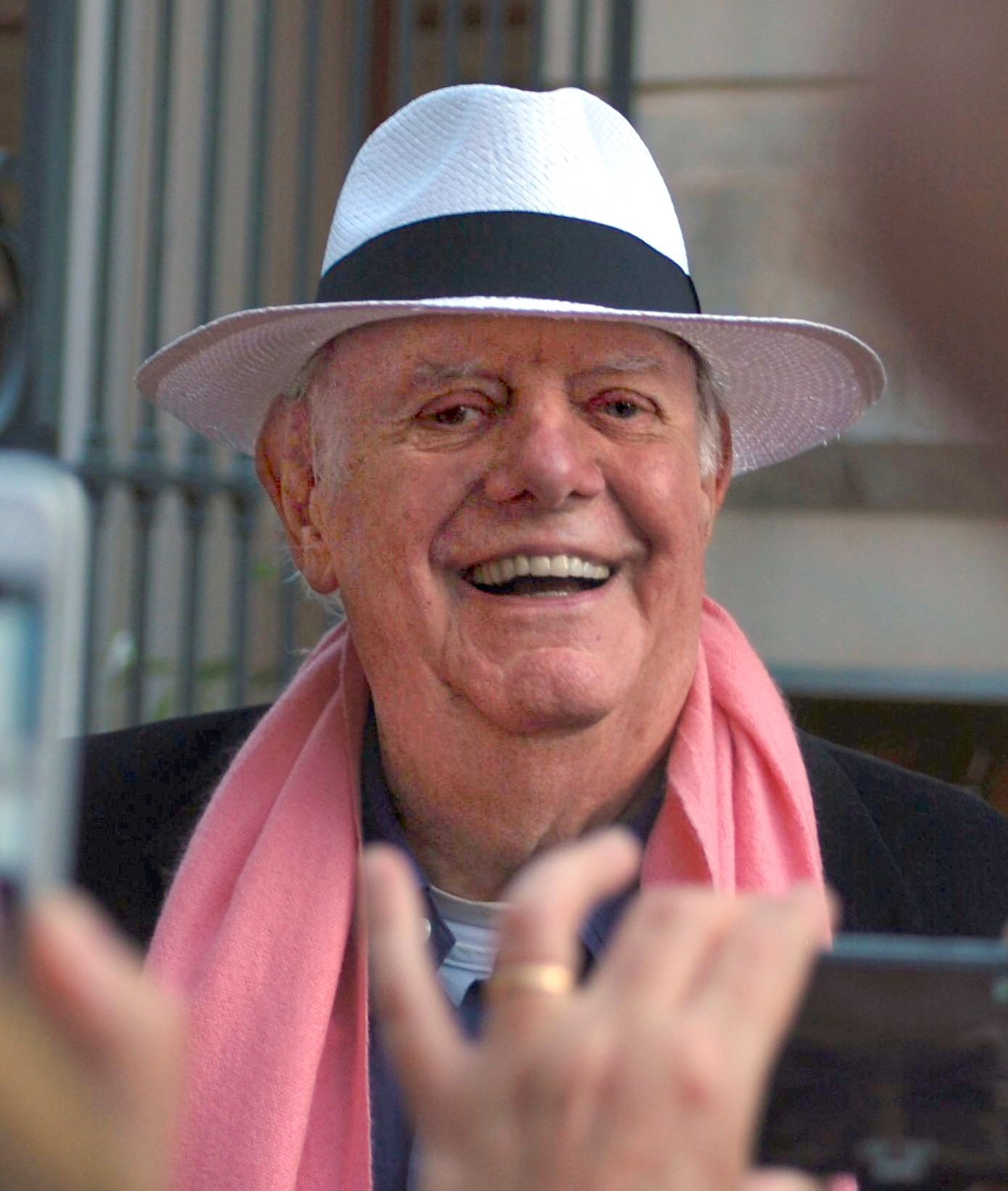
Dario Fo